# 双星の陰陽師
『双星の陰陽師』（そうせいのおんみょうじ）は、助野嘉昭による日本の漫画作品。『ジャンプスクエア』（集英社）にて、2013年12月号より2024年10月号まで連載。2024年2月時点でシリーズの累計部数は750万部を突破している。

## あらすじ
少年陰陽師焔魔堂ろくろはトラウマから夢を諦め漫然と日々を過ごしていた。ある日突然少女陰陽師化野紅緒と共に陰陽頭土御門有馬に「双星の陰陽師」の称号を与えられる。「双星」の役割とは人類の宿敵「ケガレ」との戦いに終焉を齎す「神子」を生むべく、夫婦になることだった。2人は反発するが共に過ごすうちに互いのトラウマを乗り越え、絆を深めていく。

### アニメオリジナルストーリー
ろくろは陰陽師としての意欲喪失していた為、紅緒に軽視されていた。後に紅緒の兄、悠斗が雛月寮の虐殺の犯人と知り紅緒はろくろに謝罪し和解。悠斗との決戦で辛勝するも取り逃した為、陰陽連に討祓失敗の責任を問われ、十二天将を越えられなければ神子を産むことを条件とした。
列島覇乱篇
ある日双星は禍野に赴いた際、小枝が現れた。同時に「龍黒点」も大量発生。婆娑羅も続々出現したため、「龍黒点」封印を決行。この旅の中で十二天将と相まみえ、力量差を知る。京都では「巨大龍黒点」が発生するが、十二天将では被害を最小限にするのが手一杯であった。双星を見ていた小枝は巨樹型結界装置「天御柱」に戻り、「龍黒点」の封印に成功。
天地鳴動篇
有馬が闇無の策略にはまり行方不明となる。土御門御影からお隠れの神託が降ったため陰陽連は有馬捜索と共に婆娑羅討祓を決定するも婆裟羅の闇無に先手を打たれ鳴神町が丸ごと宙に浮き、住人の呪力が奪われ出す。それを阻止するべく六壬神課の儀式を発動し双星の活躍もあって異変を解決。その瞬間、闇無の罠が発動し天若親子を除く十二天将が囚われた。
破星篇
十二天将を一網打尽にした闇無だが鈩の捨て身の反撃をくらい治療の為、悠斗を取り込もうとして逆に取り込まれた。双星は悠斗と対峙するも敗北。そこに行方不明だった有馬が駆けつけ共に脱出するも天将全滅という危機的状況だった。その後、ろくろは有馬より自分が安倍晴明が作った人類粛清用の「破星王」であると知らされ、苦悩の末紅緒を置いて独り悠斗へ挑む。激闘の末、悠斗を下すも力を使いすぎたろくろは「破星王」と化し、晴明の意志に従ってごく一部の人間をのぞいて人類を粛清する。紅緒も「破星王」の元に向かったが晴明は自らの理想である「けがれ無き世」を見せた。紅緒はその理想を否定しろくろを元に戻して欲しいと願った。晴明は紅緒が持つ莫大な陽の気を条件に「破星王」をろくろに戻した。そして、元に戻ったろくろは仲間と共に新世界創造を目論む晴明に挑み、晴明はろくろと紅緒の絆を見て人類に再度機会を与え、元の世に戻してアニメ版は閉幕。

## 登場人物

### 主要人物
焔魔堂 ろくろ（えんまどう ろくろ）
声 - 花江夏樹
本作の主人公。私立鳴神学園1年生→青陽院10組所属。得意教科は美術で、苦手科目は数学と英語。誕生日6月6日。血液型B型。14→16歳。157→163cm。47→52kg。好きなものは陰陽師、カレー、辛い物。嫌いなものは悠斗、陰陽師に不要な勉強。
清弦の弟子。幼少期禍野で発見、保護される。記憶喪失だったため清弦が名付けた。その後「雛月の悲劇」の唯一の生存者になる。事件以降漫然の日々を送るが、紅緒との出会いを切っ掛けに、再び陰陽師を目指す。
土御門島では天将十二家のいずれにも属さず焔魔堂家を創設して初代当主になる。
御前試合にて勘久郎に一騎打ちで勝利し、名を島中に知らしめ悠斗討伐において主力として認められる。5点同時襲撃時に銀鏡と遭遇、小隊総掛かりで戦い重傷を負うが、有馬の救援により治癒結界で治療と右腕の封印解除をされ、新たな霊符を授かり天馬と共に悠斗との決戦に挑む。天馬とのレゾナンスで追い詰めるも暴走した悠斗に翻弄され、四皇子が撤退時に真蛇種の大群に襲われた所を駆け付けた紅緒に救われ共に一掃して悠斗と再戦。
「特異点」を無事に乗り越え四年後、二十歳となり婚約指輪を渡して結婚を申し込む事を決意。その前に神威達と天御柱塔にて交戦し、その場に出現した太陽の御霊に取り込まれて暴走してしまう。何度も自我が失い掛け精神崩壊を起こしかけるも何とか自力で制御し、太陽に完全覚醒を果たす。その結果、髪の毛は総白髪化した。
紅緒がケガレとして糾弾され掛けるも、自身が先頭に立って土御門上層部の説得に成功。その後に、紅緒と結婚しハネムーン旅行に出る。土御門島に帰還し新婚生活を始めた矢先、無悪が仕掛けた第二の特異点に巻き込まれ、参戦した神威と交戦。
所有符は自身のケガレの右腕に直接呪装する星装顕符・焔→白夜、重奏陰陽術式「星方舞装」（「アストラルディザスター」）。
見極めの儀によって判明した呪護者は「安倍晴明」とされたが呪護者はおらず正体は全ての陽の力を持つ霊的存在から呪力を得られる太陽。
化野 紅緒（あだしの べにお）
声 - 潘めぐみ
本作のヒロイン。化野家次期統主。私立鳴神学園1年生。得意教科は天文学。誕生日4月16日。血液型O型。14→16歳。155→160cm。45→49kg。Aカップ。好きなものは陰陽師、家族、おはぎ。嫌いなものは神威、辛い物。
すばるの弟子。悠斗の双子の妹。幼少期は天真爛漫な明るい子だったが、両親を失って以降心を閉ざし、仇を討つべく日々鍛錬に明け暮れていた。ろくろと当初反発し合っていたが、徐々に心を通わせるようになる。普段はクールで凛とした佇まいの美少女だが、生活能力は皆無。兄の本性を知るとろくろに対して土下座で謝罪し和解。
後に呪力を消失した為に土御門島への入島資格を失い、懊悩の日々を送る。ある日禍野堕ちした所を神威に救われ、提案により呪力奪還の為手を組み、最強の婆娑羅千怒と京都で邂逅。その際真実を知り絶望するが千怒の叱咤激励により太陰として覚醒するために羽化の儀式に挑む。儀式中に神威の窮地を知り、瀕死の神威を叱咤激励し、彼を覚醒させた。
儀式で意識を失いかけるもろくろへの愛情と邂逅した蘆屋道満に救われ太陰として覚醒。神威と共に赫夜を撃退するも落命寸前の赫夜が起こした濁流に飲み込まれたが離脱して悠斗と戦うろくろの下へ駆け付けた。
太陰の事を隠しながら生活していたが、遂に自分の口から正体を明かすと処刑されかけるもろくろの働きにより受け入れられ無事に結婚し焔魔堂 紅緒に改名した。
ケガレ化した両脚の名は「白凛闘牙」（「びゃくりんとうき」）。
見極めの儀で具現化した呪護者は「法師殿」と呼ばれている。婆裟羅に酷似した姿になり、戦闘力が爆発的に向上するが狂乱状態になる。その正体は蘆屋道満の末裔にして、全てのケガレから呪力を得られる太陰。

### 総覇陰陽連
土御門 有馬（つちみかど ありま）
声 - 浪川大輔
総覇陰陽連のトップ「陰陽頭」を務める男。誕生日12月25日。血液型AB型。45歳。190cm。71kg。好きなものは女性、ケガレ撃滅、甘い物全般。嫌いなものはケガレ、弱い陰陽師。
飄々とした掴み所のない人物だが目的のためならば仲間の犠牲さえも厭わない非情さは持ち合わせている。ろくろと紅緒には二人を夫婦にする（「双星」の間に生まれる「神子」が勝利を齎すと信じている）ため、仲を取りもったり、試練を与えてたりしている。
陰陽師としての実力は天馬と同等かそれ以上と言われており、婆娑羅と同等の戦闘能力を持つ式神を複数同時に使役出来る。
5点同時襲撃時に出撃し、自身を模した式神が悠斗、四皇子、臥蛇と対峙。本体は銀鏡を祓うも無悪との連戦で真っ二つにされ、ケガレ堕ちの術で肉体を補修して挑み、無悪を道連れに自爆。ろくろに特異点などについての秘密を教えて右腕の封印を解き、有主と心を通わせた後に逝去。

#### 十二天将
鸕宮 天馬（うのみや てんま）
声 - 下野紘
十二天将「貴人」の称号を有する陰陽師。鸕宮家当主。茶色の右眼と金色の左眼を持つオッドアイ。誕生日8月20日。血液型AB型。19歳。161cm。50kg。好きなものはそば、本土のTV番組全般。嫌いなものは修行、待機。
十二天将最強陰陽師。他人にあだ名をつける癖がある。傲慢だが実力は本物で無詠唱で術や呪装を使用、天才の士門が1年かかった纏神呪の5分間維持も1週間で達成、7歳で初参加の御前試合で清弦と引き分け、以降は他の天将相手に5分以内で勝利、10歳で当主となり貴人を継承となどあらゆる点で規格外。近日中に死ぬ人間を夢に見る事が出来る異能の持ち主。ただし的中率は不安定で自由自在に使えるわけでもない厄介な能力。
鸕宮家の継承戦で親族を皆殺しにした過去がトラウマとなっている。その他大勢を路傍の石と蔑むがろくろには期待を寄せている。御前試合で士門と戦い、追い詰められ、使用禁止の纒神呪を使用して再起不能にした為謹慎処分を受ける。5点同時襲撃時に傘下と共に出撃し、ろくろと合流し悠斗と戦い追い詰めるも暴走した悠斗の攻撃から身を呈してろくろを守り、想いを託しつつ意識を失う。
鸕宮 釆殿
鸕宮 釆殿参照。
鈩（たたら）
声 - 寺島拓篤
十二天将「騰蛇」の称号を有する陰陽師。蛇草家当主。195cm。70kg。好きなものはパンの耳。嫌いなものはジャム、マーガリン。
十二天将最凶陰陽師。白い陰陽服を着込み狐の耳のような髪型をしている。基本的に無口であり顔を覆っている布に顔文字という形で感情を表現。素顔は頬に爬虫類の鱗模様がある三白眼の美青年。喋ると非常に間延びした口調。大言壮語を吐いたろくろを嘲笑することなく称賛し気に入る。5点同時襲撃時に四皇子と交戦し討祓した。
天若 弧弦/清弦
天若家参照。
音海 繭良（おとみ まゆら）
声 - 芹澤優
十二天将「白虎」の称号を有する陰陽師。天若家十代目当主。私立鳴神学園1年生→青陽院1組所属。巨乳がコンプレックスで運動音痴。誕生日2月14日。血液型A型。14→16歳。156→161cm。53→54kg。Fカップ。好きなものはチョコレート、甘い物、犬。嫌いなものは虫全般。
善吉の孫で清弦の実娘。当初は呪力が高い一般人だったが、大切な人達を守りたいという想いから陰陽師になり、負傷し引退した父から白虎と当主の座を継承。素質に恵まれているが、生来の心の優しさや気の弱さを危惧されている。御前試合ですばると戦うも敗北、その後弟子入りし5点同時襲撃時に傘下と共に出撃。ろくろの窮地を知り満身創痍の身を押して勘久郎と憲剛と共に救援隊に志願。
襲撃後、ろくろへの未練を残しつつも紅緒との交際を応援し結婚式に参加し祝福した。そして自覚が無いが士門に惹かれる様になった。
水度坂 勘久郎（みとさか かんくろう）
声 - 中村悠一
十二天将「青龍」の称号を有する陰陽師。水度坂家当主。水度坂総合病院院長。誕生日12月1日。血液型O型。27歳。177cm。62kg。好きなものは魚料理全般。嫌いなものは肉料理全般。
清弦と並ぶ実力者。ある理由から常にマスクを付けている。憲剛とは幼馴染。飄々な態度を取っているが、前はもっと真面目で明るい性格をしていた。
20歳の時にふたがりにより現に侵入した真蛇種に「早花咲組」の教え子達を人質に取られ、土御門島の守護を選んだ代償として真蛇種を教え子ごと葬った過去を経験し、内心では未だトラウマで秘術を封印していた。
その事実に心を痛めていた憲剛に依頼されたろくろに説得され改心、復活を果たす。秘術も解禁して全力を出してろくろと激闘を演じ紙一重で御前試合で敗北。以降水度坂家当主のまま焔魔堂家に加わり、実質的に助っ人として焔魔堂家の地位向上に貢献。5点同時襲撃時に傘下と共に出撃準備を行っていたが無悪により送り込まれた真蛇種400体を迎撃するべく纏神呪を発動し奮戦。戦後はろくろの救援に志願。
斑鳩 峯治
斑鳩 峯治参照。
斑鳩 士門（いかるが しもん）
声 - 石川界人、松本沙羅（幼少期）
十二天将「朱雀」の称号を有する陰陽師。斑鳩家分家出身。誕生日9月13日。血液型O型。16→18歳。174→176cm。63kg。好きなものは家族、盆栽、清弦。嫌いなものは酢の物。
清弦の弟子。14歳で十二天将に至った天才。従姉妹の小夜を溺愛し、彼女の為に戦いの終焉を誓っている。乗り物酔いする体質で常に酔い止め薬を服用。ろくろ達を当初認めていなかったが、戦いを通して親友同士になる。繭良には無意識に惹かれている。
天馬と同期で強いライバル心を抱いており、御前試合にて対戦し、右足を失う重傷を負う。その後義足を履いて復帰し5点同時襲撃時に参戦した。
御幣島 すばる（みてじま すばる）
声 - 沢城みゆき
十二天将「天后」の称号を有する陰陽師。御幣島家当主。誕生日11月13日。血液型A型。35歳。167cm。54kg。Eカップ。好きなものは良い男、おはぎ、うどん。嫌いなものは夏。
女性最強陰陽師。紅緒と繭良の師匠。白いドレスと大きな帽子をかぶった貴婦人。12歳で初陣を果たし、15歳で天将兼当主に就任した天才。臥蛇とは因縁がある。京都弁を喋るほか、黒いレトロ感あふれる自動車を所有。呪力で作った銃器を愛用。ただ普段は常に笑みを浮かべているため、何を考えているかはわからない人物。
御前試合で繭良と戦い完勝、彼女を気に入り一方的に弟子にした。5点同時襲撃時に傘下と共に出撃し臥蛇と交戦。
勝神 コーデリア（かすかみ コーデリア）
声 - 安野希世乃
十二天将「天空」の称号を有する陰陽師。勝神家当主。誕生日4月2日。21歳。160cm。Cカップ。好きなものは可愛い物全般、どら焼き。嫌いなものは水、熱、鼠。
すばるに次ぐ女性陰陽師。感情や表情を表に出さず無表情で他人をからかうことがある。口調はアルファベットや漢字を文字単位に簡潔分割した独特の喋り方(例：「C・U・T・E」(「シー・ユー・ティー・イー・キュート」）。
土御門島に出現した真蛇級のケガレ400体を迎撃するが天元空我の頭と左腕を破壊され戦闘不能になり離脱。
本名は露子。父親から虐待を受けていた。その父が禍野で死亡後、母親が病死しその遺体の一週間も傍で暮らしていたところを保護され勝神家に引き取られ実験体の一人になる。引き取られる前までに出会った証算と仲良くなり「お兄ちゃん」と呼んで慕っていた。その後は過酷な人体実験により自我を失い人形同然となる。
蹉跎 椿
蹉跎 椿参照。
蹉跎 桜（さだ さくら）
声 - Lynn
十二天将「六合」の称号を有する陰陽師。蹉跎家四十一代目当主。誕生日6月30日。血液型B型。23歳。172cm。58kg。Hカップ。好きなものは修行、丼物全般。嫌いなものは本土のTV番組全般、野菜。
誰より規律や模範を重んじる体育会系で猪突猛進な性格。また声も大きい。膳所家と交流が深く美玖は桜にとって師であり母である。
5点同時襲撃時に美玖と共に加布羅と開戦。纒神呪と傘下のサポートもあって圧倒するも一瞬にして返り討ちに会い、纏死穢を纏った加布羅に傘下小隊を壊滅させられ自身も負傷するが志鶴と共に渾身の一撃を与え戦後は美玖の最後を看取った。
五百蔵 鳴海
五百蔵 鳴海参照。
五百蔵 志鶴（いおろい しづる）
十二天将「勾陳」の称号を有する陰陽師。五百蔵家次女。青陽院1組所属。誕生日8月31日。血液型B型。17歳。171cm。60kg。Dカップ。好きなものは家族、母のからあげ。嫌いなものは梅干し、優柔不断な者。
顔に大きな傷があるツインテールの美女。ツンデレオレっ娘。嫁いだ長女に代わり妹弟の面倒を見ている。本土から来たろくろに期待せず侮り、嫌っていたが合同任務で慢心から命を落としかける所をろくろに身を挺して救われて以降、彼に好意を抱く。繭良のルームメイト。
5点同時襲撃時に加布羅に殺されかけるも美玖と桜に救出され、その際父より勾陳を継承し加布羅と交戦。善戦するも叶わず美玖に吹き飛ばされた加布羅を他の深度へ送った。
雲林院 憲剛（うじい けんご）
声 - 小西克幸
十二天将「玄武」の称号を有する陰陽師。雲林院家当主。誕生日2月3日。血液型A型。26歳。178cm。65kg。好きなものは金、すき焼き。嫌いなものは医療関係全般。
勘久郎と幼馴染。幼少期は人見知りで引っ込み思案な性格だった。何時もそろばんを持ち歩き、呪をかけて術を発動する。防御術に秀でているが、高圧水流による攻撃技も併せ持つ。戦闘後は対価として料金を請求することもある守銭奴。
勘久郎のトラウマに心を痛めており、似た境遇を経験しているろくろに説得を依頼し、完全復活を果たした勘久郎に喜びの涙を流した。その恩から焔魔堂家を気にかけるようになる。5点同時襲撃時に傘下と共に出撃準備を行っていたが無悪により送り込まれた真蛇種400体を迎撃するべく纏神呪を発動し戦後はろくろの救援に志願。
嗎 新（いななき あらた）
声 - 鳥海浩輔
十二天将「太裳」の称号を有する陰陽師。嗎家当主。誕生日1月3日。血液型A型。42歳。191cm。77kg。好きなものはオタク文化全般。嫌いなものはオタク文化軽蔑者、あんみつ。
十二天将一の智将。ただ静かな見た目とは裏腹に重度のオタクでオタク用語を連発する。好きな作品は「魔法少女ボンボンビーナ」。黒い詰襟の上着の中に痛シャツを着込み、作品への愛をアピールしている。有馬や清弦、鳴海と同期。5点同時襲撃時に総指揮を務める。
膳所 美玖
膳所 美玖参照。
膳所 雲雀（ぜぜ ひばり）
十二天将「大陰」の称号を有する陰陽師。膳所家当主。九十九とは一心同体と言った関係で、どちらかが式神との噂があるが人間である
眼鏡を掛けた軽薄な青年。常に相手を小馬鹿にした態度が目立つが空中分解寸前の膳所家を一瞬で立て直した実力者。紅緒を先頭に立って糾弾するも失敗し、渋々受け入れた。
土御門島襲撃では愛宕と交戦し、続けて加布羅と連戦する。
膳所 九十九（ぜぜ つくも）
十二天将「大陰」の称号を有する陰陽師。膳所家当主。雲雀とは一心同体と言った関係で、雲雀が苦心の末に生み出した人間と変わらない式神である。津雲がモデルとなっている。
何事も淡々と合理的な言動が目立つ冷血漢。空中分解寸前の膳所家を一瞬で立て直した実力者。紅緒を先頭に立って糾弾するも失敗し、渋々受け入れた。
土御門島襲撃では愛宕と交戦し、続けて加布羅と連戦する。

#### 土御門宗家
土御門 有主（つちみかど ありもり）
土御門 有主参照。
土御門 真魚（つちみかど まな）
故人。有馬の妻。
土御門 御影（つちみかど みかげ）
声 - 小野大輔
アニメオリジナルキャラクター。有馬の側近。有馬が行方不明になったことから陰陽頭代行を務めることになる。正体は安倍晴明。

##### 行積家
行積 結香菜（いつもり ゆかな）
土御門宗家傘下陰陽師。行積家当主。和香菜の双子の姉。
有馬を支え続け、その死後は息子の有主を支えていた。麗月館にて山門の爆撃を受け死亡した。
行積 和香菜（いつもり わかな）
土御門宗家傘下陰陽師。結香菜の双子の妹。麗月館にて山門の爆撃を左腕を喪失する。

### 天将十二家

#### 鸕宮家
鸕宮 釆殿（うのみや うでん）
故人。鸕宮家先代当主。貴人の先代天将。天馬を特別視せず可愛がった人格者だが継承の儀では総白髪で左眼を失い痩せ衰えていた。継承に際して天馬に陰陽師の秘密を語り、儀式後に苦痛から解放された事に歓喜しながら灰となった。
鸕宮 泉里（うのみや せんり）
故人。享年12歳。誕生日8月24日。血液型AB型。152cm。43kg。天馬の実姉で第六宗家出身。好きなものは勉強と虫。嫌いなものはだんご。
鸕宮家の蠱毒術の儀の参加者。絵に描いたような聡明な淑女。しかしそれは偽りの姿であり内心では弟の才能を見て咬ませ犬になる運命を嘆いていた。最後まで生き残り弟と戦い敗死。死に際で本性を露わにして「真の理解者は現れない」と予言し死亡。
鸕宮 八尋（うのみや やひろ）
故人。享年11歳。天馬の親族で第七宗家出身。
鸕宮家の蠱毒術の儀の参加者。年齢に見合わぬ体格の持ち主でそれを生かした肉弾戦を得意としていた。儀式では両腕を失った所を首を刎ねられた。
鸕宮 左馬之助（うのみや さまのすけ）
故人。享年11歳。天馬の親族で第三宗家出身。光の実兄。
鸕宮家の蠱毒術の儀の参加者。女性と見間違えるほどの美形の持ち主。剣術を得意としていた。儀式では天馬に斬殺される。
鸕宮 光（うのみや みつ）
故人。享年9歳。天馬の親族で第三宗家出身。左馬之助の実妹。
鸕宮家の蠱毒術の儀の参加者。呪力がたかく呪装に秀でていた。傲慢な性格だが浮かび上がった呪印を見て狂乱するほど取り乱した。儀式では逃走中に首を刎ねられた。
外院 周助（げいん しゅうすけ）
鸕宮家傘下筆頭陰陽師。誕生日9月25日。血液型AB型。179cm。65kg。
クールな見た目とは裏腹に天馬を溺愛している。御前試合後も鸕宮家に残留し5点同時襲撃時に天馬と共に出陣。
武刕口 フグ代（むしゅうぐち ふぐよ）
鸕宮家傘下陰陽師。誕生日10月28日。血液型Ａ型。肥満時298cm。330kg。痩身時167cm。53kg。蓄えた脂肪を呪力に変えることが出来る。田舎口調の女性。御前試合後も鸕宮家に残留し5点同時襲撃時に天馬と共に出陣。

#### 天若家
天若 弧弦（あまわか こげん）
故人。天若家七代目当主。白虎の先々代天将。清弦の祖父。清弦に「じぃじ」と呼ばれてた。
清弦が現れるまで歴代最強と謳われていた。清弦の口調は祖父譲り。止弦を始め掟と目的を履き違える天若家を嘆き死ぬ直前に白虎を清弦に継承させた。
天若 止弦（あまわか しげん）
故人。天若家八代目当主。清弦の父。
冷酷無比で厳格な事で恐れられ、「律」の使命と島の秩序を重視するあまり父と息子と白虎に見放されていた。呪禁物忌に感染した妻を自らの手に掛けた事で清弦に嫌われ、自身も素行不良で甘さを捨てきれない清弦を嫌うも唯一の後継者として目を瞑っていたが紫を庇い助けようとした事で遂に殺害を決意し襲い掛かるも白虎として覚醒した清弦に殺害された。
天若 清弦（あまわか せいげん）
声 - 諏訪部順一
天若家九代目当主。白虎の先代天将。誕生日11月29日。血液型O型。43歳。179cm。65kg。好きなものは寿司。嫌いなものは子供、あんみつ、テレビ。
ろくろと悠斗と士門の師匠。見た目は少年のように若々しい繭良の実父。毒舌家で取り付き難い印象だが内心は非常に他人想い。
悠斗と決死の覚悟で戦うも敗北し、右腕を失い十二天将と当主を引退。その後ろくろと繭良に陰陽術の指導を行う。
天若 夕弦（あまわか ゆづる）
天若家当主代行→天若家当主補佐。誕生日10月25日。血液型A型。38歳。157cm。53kg。Gカップ。好きなものは清弦と根菜全般。嫌いなものは恋愛ドラマ。
清弦の従姉妹で天若家分家出身。左眼に傷がある隻眼の美女。かつて清弦に恋心を抱いていた。繭良の教育係を担当。
依羅 刃夜（よさみ じんや）
天若家傘下筆頭陰陽師。誕生日11月19日。血液型A型。31歳。181cm。75kg。好きなものは清弦と根菜全般。嫌いなものは天若関係者を除く女子供。レーズン。
サングラスをかけ左頬に傷がある厳つい男性。天若親子を崇拝している。5点同時襲撃時に繭良に従い出陣。
八幡 千景（やはた ちかげ）
天若家傘下陰陽師。八幡家次男。
温厚で物腰穏やかな好青年。繭良のお見合い候補に選ばれた実力者。
逆瀬川 綴（さかせがわ つづる）
天若家傘下陰陽師。
戦闘能力は天若家でも上位に位置する、繭良のお見合い候補に選ばれた実力者。
依羅 刃衛（よさみ じんえ）
天若家傘下陰陽師。気性が荒い性格。
刃夜の親族で次期傘下筆頭候補と目される程の繭良のお見合い候補に選ばれた実力者。

#### 水度坂家
雛塚 寧々（ひなづか ねね）
水度坂家傘下陰陽師。青髪で前髪を長く伸ばした女性。
御前試合ではコーデリアと戦い敗北。5点同時襲撃時に勘久郎に従い出陣。

#### 斑鳩家
斑鳩 峯治（いかるが ほうじ）
斑鳩家二十四代目当主。朱雀の先代天将。士門の義父で伯父。
天将十二家一の常識人。士門を息子同然に可愛がっており、他人行儀な態度を取られると怒って訂正させる。
斑鳩 恵治（いかるが けいじ）
斑鳩宗家長男。斑鳩家当主補佐。士門の義兄で従兄弟。誕生日12月10日。血液型B型。25歳。185cm。76kg。好きなものは女性。嫌いなものはムサい男性。
父同様に士門を可愛がっており、他人行儀な態度を取られると怒って訂正させる。斑鳩家次期当主の身だが朱雀は既に士門が継承しているため、一門を除き陰陽師として期待されていない。その事実に腐ることなく士門の事を誇りに思っており、本人自身は十二天将候補とされるほど優秀な陰陽師である。軍記とは幼馴染でライバル関係にある。美形な為女性ファンが多い。
斑鳩 小夜（いかるが さよ）
斑鳩家宗家長女。士門の義妹で従姉妹。誕生日3月3日。血液型B型。11歳。142cm。36kg。好きなものは家族、ケーキ、ラーメン、焔魔堂ろくろ。嫌いなものはピーマン、虫全般、葛の葉。
斑鳩家に受け継がれる晴明の母とされる「葛の葉」とその眷族合計48体を呪護者としてその身に宿している。だが、それら強大な呪護者をその身一身に宿すため常時命を蝕まれており、呪力を制御するために顔以外の全身に呪印が施されている。この呪印をもってしても成長ともに呪護者の呪力も大きくなっていくため、現状では20歳以内に死ぬという。ろくろの試験官として選ばれ、これを切っ掛けに彼を意識し始める。
聖丸に誘拐されろくろに救われた際好意をはっきりしたものとする。土御門島に来たろくろに隙あらば積極的にアプローチしている。
音海 理士（おとみ さとし）
斑鳩家傘下陰陽師。音海小隊隊長。
故人。紫の実兄。本土出身ながら小隊を任されるほどの実力者で温厚な人格者だったことから大勢の人に慕われていた。呪禁物忌に犯され「律」の標的になった事から島を離脱。紫と再開した所を追跡していた清弦に殺害された。皮肉にもこの出来事が清弦と紫を邂逅させた。

#### 御幣島家
印南 隼人助（いなみ はやとのすけ）
御幣島家傘下陰陽師。

#### 勝神家
蛇穴 証算（さらぎ しょうざん）
勝神家傘下筆頭陰陽師。式神使い。誕生日1月30日。血液型AB型。175cm。60kg。好きなものはデータ収集、武器改造、コーデリアのメンテ。嫌いなものは動物全般と脳筋。
頭についたネジの飾りが特徴の眼鏡の男性。常に合理的な手段と効率的な過程を求める技術屋だが、実際は隠れた熱血漢でもある。
勝神家の非道な人体実験には辟易しており、家を出て模写をしていたところをコーデリアになる前の露子と出会う。露子と過ごす内に惹かれる様になるも、露子が実験体として引き取られたのを見てショックを受ける。その後、自我を失いコーデリアとなった彼女を見て、絶望しながらも常に右腕として支え続けていた。
沼島 重虎（ぬしま　しげとら）
勝神家傘下陰陽師。天元空我の四肢の一つを形成する。
文字畾 万次郎（もじがいち　まんじろう）
勝神家傘下陰陽師。天元空我の四肢の一つを形成する。
御厨 閑音（みくりや　しずね）
勝神家傘下陰陽師。天元空我の左腕を形成する。5点同時襲撃時に天元空我の左腕が真蛇種に握りつぶされた事で戦死。

#### 蹉跎家
蹉跎 椿（さだ つばき）
声 - 竹内栄治
故人。蹉跎家四十代目当主。六合の先代天将。桜の実父。
生前は実に声が大きくて無駄に明るく、桜に其の個性が受け継がれていることがうかがえる。美玖との合同任務時に加布羅に殺害された。
蔵土 弾馬（くろづ だんま）
蹉跎家傘下陰陽師。老齢を感じさせない筋肉質の巨躯の持ち主。見た目通り肉弾戦を得意としている。
5点同時襲撃時に桜の小隊に参戦、サポートに徹するも加布羅に右腕を奪われる。

#### 五百蔵家
五百蔵 鳴海（いおろい なるみ）
声 - 高塚正也
五百蔵家先代当主。勾陳の先代天将。誕生日5月5日。血液型O型。45歳。205cm。95kg。好きなものは家族、妻の手料理全般、夏。嫌いなものはあんみつ、冬。
有馬や清弦、新と同期。普段は農業に従事しており愛機はトラクター。子沢山で四男五女の父親。今でこそ天将一の巨体を誇るが幼少期は小柄で呪力の扱いも下手だったのでいじめられていた為、天才揃いの天将と違い弱者の気持ちや立場が良く分かる為、十二天将一の包容力を持ち大勢の陰陽師や島民から慕われている。
5点同時襲撃時に加布羅と遭遇し纒神呪を駆使して足止めするも瀕死の重傷を負わされ、志鶴に勾陳を託し死亡。
五百蔵 珠美（いおろい たまみ）
五百蔵鳴海の妻。四男五女の母。小柄な体格だが勇敢で芯の強い大和撫子。幼少期に苛められていた鳴海を助け諭し激励した過去がある。
五百蔵 軍記（いおろい ぐんき）
五百蔵家長男。五百蔵家当主補佐。誕生日9月21日。血液型A型。25歳。206cm。100kg。好きなものは家族、母の手作り魚料理全般。嫌いなものはチャラい男、チーズ。
父に似た立派な体格の持ち主。性格は真面目な堅物の努力家。厳つく男らしさから男性ファンが多い。恵治とは幼馴染でライバル関係にある。周囲から式神勾陳の継承も約束されていると思われていたが本人は志鶴が継承すべきと考えていた。志鶴がろくろに好意を抱いていることを知り応援している。
5点同時襲撃時に志鶴を逃がす為に加布羅と戦い戦死。
樫原 真澄（かたぎはら ますみ）
五百蔵家長女。23歳。五百蔵家傘下の樫原家に嫁いでいる。
五百蔵 数馬（いおろい かずま）
五百蔵家次男。誕生日3月31日。血液型Ａ型。181cm。69kg。右眼に眼帯をしている。父と共に一線で活躍中。志鶴がろくろに好意を抱いていることを知り応援している。
5点同時襲撃時に加布羅の奇襲を受け戦死。
五百蔵 絹華（いおろい きぬか）
五百蔵家三女。志鶴とよく行動を共にしている。兄姉達と共に父を補佐している。
五百蔵 朱里（いおろい あかり）
五百蔵家四女。
五百蔵 波江（いおろい なみえ）
五百蔵家三男。
五百蔵 藤花（いおろい とうか）
五百蔵家五女。
五百蔵 隼都（いおろい はやと）
五百蔵家四男。

#### 雲林院家
狗子ノ川 和泉（くじのかわ いずみ）
雲林院家傘下陰陽師。

#### 嗎家
止々呂美 颯馬（とどろみ そうま）
嗎家傘下陰陽師。
伊太祈曽 多喜（いだきそ たき）/賢堂 一二三（かしこど ひふみ）/学文路 京香（かむろ きょうか）/神野々 沙智（このの さち）
嗎家傘下陰陽師。終玄の間オペレーターガールズ。
温川 菫子（ぬるみがわ すみれこ）
嗎家傘下陰陽師。終玄の間オペレーターガールズの１人。紅緒の異変に気づき、新に相談しようとするが行方不明となりその後事故死体となって発見される。

#### 膳所家
膳所 美玖（ぜぜ みく）
声 - 小倉唯
膳所家先代当主。大陰の先代天将。誕生日10月9日。血液型A型。56歳。155cm。41kg。AAカップ。好きなものはぬいぐるみ、ゴスロリ、マカロン。嫌いなものはオタク、煩い奴、乳製品全般。ぬいぐるみを自由自在に操る人形使い。十二天将最年長。呪力を使い肌を活性化させ若さを保っている。幼い見た目に反して礼儀に厳しい毒舌家。
体質から子供に恵まれなかった未亡人。ぬいぐるみ好きなのは生まれてくる我が子を夢見て作り始めた事が由来。夫の死後、失意の最中桜の父、椿に元気づけられ、それをきっかけに蹉跎家と深く交流。桜を実の娘同然に可愛がっている。その事から椿を殺害した加布羅に復讐を誓い、5点同時襲撃時に桜と共に加布羅と開戦。纒神呪を駆使して桜と共に加布羅を追い詰めるも一瞬にして返り討ちにされ、纏死穢を纏った加布羅に傘下小隊を殲滅され。致命傷を負わされるも一矢報いて戦死。
膳所 斎（ぜぜ いつき） 　
美玖の叔父。狭量な小物。
膳所 宗平（ぜぜ そうへい）
故人。雲雀の実父。
男でひとつで雲雀を育てていたが、雲雀が七歳の時に禍野で戦死してしまう。
膳所 津雲（ぜぜ つくも） 　
故人。雲雀の養父。九十九のモデルとなった人物。
次期当主候補として期待されていた逸材。雲雀を引き取り血の繋がり以上の絆を気付いていた。禍野での任務中、愎馬に見殺しにされる形で戦死してしまう。
膳所 宗玄（ぜぜ そうげん）
故人。雲雀の養父で愎馬の実夫。
宗平の死後、雲雀を引き取っていたが蔑ろにしていた。その為、養育権を津雲に剥奪され大恥を掻かされた。
膳所 愎馬（ぜぜ ふくま）
故人。雲雀の義兄。
宗玄の権威を傘に雲雀を苛めていた。津雲を謀殺して次期当主候補になるも、婆娑羅に殺害された。
波切 十蔵（なきり じゅうぞう）
膳所家傘下筆頭陰陽師。29才。誕生日11月10日。血液型Ｂ型。186cm。75kg。
美玖を崇拝しているロリコン。慇懃無礼な態度が目立つ長髪にマスクの男性。相手の呪装を吸収して己の呪装を強化出来る。
5点同時襲撃時に悠斗に小隊ごと全滅される。
風深 泪（ふうか るい）
膳所家傘下陰陽師。28才。誕生日7月20日。血液型Ｏ型。169cm。57kg。好きなものはブラックコーヒーともなか。嫌いなものはロリコンんとうなぎ。
右眼が目隠れした美女。5点同時襲撃時に悠斗に殺害された。
与謝 織之助（よさ おりのすけ）/足代 瀬兵衛（あじろ せべえ）/雲梯 鈴音（うなて すずね）/雲梯 鈴那（うなて すずな）
膳所家傘下陰陽師。5点同時襲撃時に悠斗に殺害された。

### 太将十八家

#### 化野家
化野 沙貴（あだしの さき）
声 - 竹村知美
故人。化野家先代当主。紅緒の実母。誕生日5月18日。Bカップ。紅緒の容姿は母親譲り。神威との戦いで戦死。
化野 豹牙（あだしの ひょうが）
声 - 竹内栄治
故人。紅緒の実父。娘同様におはぎが大好物で辛いのは苦手。紅緒の口調は父親譲り。神威との戦いで戦死。
化野 悠斗（あだしの ゆうと）
石鏡 悠斗参照。
きなこ
きなこ参照。
生琉里 絹
生琉里 絹参照。

### 堂将二十七家

#### 日栄家
薬師 真白（くずし ましろ）
日栄家傘下陰陽師。
土御門島襲撃では愛宕と戦闘するも蹂躙され、窮地を雲雀と九十九に救われる。

### その他の陰陽師

#### 本土の陰陽師
椥辻 亮悟（なぎつじ りょうご）
声 - 前野智昭
星火寮の陰陽師の青年。星火寮内の陰陽師の中では年長であり纏め役。誕生日8月8日。血液型A型。25歳。183cm。72kg。好きなものはカレー、映画鑑賞。嫌いなものは蛙、清弦の修行。
真面目な好青年だが家族をケガレに殺されたトラウマから当初は不真面目で陰陽師になることを拒否していた。清弦をろくろの世話を押しつけられ当初は疎ましく思うと徐々に愛情を抱くようになりろくろを実の弟同然に溺愛している。トラウマに苦しむろくろに心を痛めてたが復活したろくろに歓喜した。菖市支部の遥と交際中し後に結婚。長男の七斗を得る。
国崎 慎之助（くざき しんのすけ）
声 - 山下大輝
星火寮の陰陽師で亮悟の後輩。誕生日7月3日。血液型A型。21歳。167cm。55kg。好きなものはミステリー小説、料理。嫌いなものは銀杏の臭い、清弦の修行。
クールで鋭いツッコミ役。常に冷静沈着で口数は少ない。
額塚 篤（すくまづか あつし）
声 - 村田太志
星火寮の陰陽師で亮悟の後輩。誕生日10月15日。血液型B型。22歳。171cm。61kg。好きなものは週刊少年漫画全般、爬虫類。嫌いなものはらっきょ、清弦の修行。
明朗快活な行動派で、考えるよりも先に行動に出る。天然なところがある。
音海 善吉（おとみ ぜんきち）
声 - 赤城進
繭良の祖父で紫の実父。星火寮寮長。誕生日9月20日。血液型AB型。70歳。172cm。57kg。好きなものは家族、寿司、ゲーム。嫌いなものは悠斗、チャラい音楽。
熟練の陰陽師だが周りに起きている怪事件を亮悟達に任せている。
生琉里 絹（ふるさと きぬ）
声 - 磯辺万沙子
紅緒の側近の老婆。善吉の友人。誕生日1月26日。血液型O型。69歳。好きなものは紅緒、おはぎ、ゲーム。嫌いなものはろくろ、毛虫。
化野家から紅緒と一緒に星火寮に住むようになる。
柏原 遥（かいばら はるか）
声 - 冨岡美沙子
菖蒲市陰陽連支部所属。絵の勉強でスペインに留学していたが、日本に帰国し菖蒲市陰陽連支部に配属された。積極的に亮悟をデートに誘ったりキスを待ったりと結構大胆な性格。アニメにおいては星火寮に住んでいる。
アニメとは若干外見が異なり、ややキツめのポニーテール美女だったが結婚後、髪を切ってアニメの外見になり椥辻遥に改名。長男の七斗を出産。
罧原 徹（ふしはら とおる）
声 - 竹内栄治
菖蒲市陰陽連支部所属。平時は保育士としても働いていた。亮悟の友人で陰陽師の実力は亮悟より上だが、ある時悠斗にケガレ堕ちされ清弦が討祓。
霧ヶ峰 清水（きりがみね きよみ）
声 - 中原麻衣
アニメオリジナルキャラクターの女性陰陽師。

#### 土御門島の陰陽師
交野 平十（かたの へいじゅう）
交野小隊隊長。彼を筆頭に小隊全員が故郷である土御門島の事を嫌っていた。小夜護衛時に聖丸に取り憑かれ死亡。
杉原 要助（すぎばら ようすけ）/牟婁 秀五郎（むろ しゅうごろう）/蜑取島 政七（あまとりじま まさしち）/門垣 京平（かづか きょうへい）/宮後 奈保（みやじり なほ）
交野小隊隊員。聖丸に殲滅される。
二名 男吏（にみょう だんり）/岩室 左内（いわむろ さない）
波達羅盈城御前試合に参加した陰陽師。
河野 徳次郎（かわの とくじろう）
故人。呪禁物忌に感染した事で「律」の標的になり清弦に殺害された。

##### 焔魔堂家
水度坂 勘久郎
水度坂 勘久郎参照。
きなこ
きなこ参照。
土御門 有主（つちみかど ありもり）
有馬の一人息子。愛称は「ありす」。青陽院10組所属。誕生日7月7日。血液型A型。12歳。151cm。43kg。好きなものは家族、マック。嫌いなものはピーマン。
中性的な容姿の美少年。小学生でありながら高校に該当する青陽院に飛び級で入学、既に三千の術を習得し100の式神を従える天才。それでも有馬に比べれば数段劣るらしく、父を含む周囲に失望されている。ろくろに絡んで下僕にしようと画策するが、実際は実家から逃れる口実と父からの注目を願う願望からきていた。
焔魔堂邸で父に勘当された挙句罵詈雑言を浴びせられ耐え切れず涙を流すが、望んでも言ってもらえなかった「家族」としてろくろに庇われ、守られたことから報恩のために焔魔堂家最初の傘下陰陽師となる。博学多才な為、指導者を買って出る。
5点同時襲撃時を深度2007でケガレに地下へ突き落とされるも公彦に救出され、銀鏡と戦い窮地に立たされた所を父に救われ、無悪と相打ちになり瀕死の父と最後に和解し看取った。
新喜多 公彦（しぎた きみひこ）
焔魔堂家傘下陰陽師。誕生日4月1日。血液型Ａ型。176cm。45kg。青陽院10組所属。キノコ頭の細身の少年。絵心のある人物で焔魔堂家の家紋を制作者。
有主に騙される形で焔魔堂家に加入。ろくろに後に尊敬の念を抱き憧れるようになる。
5点同時襲撃時に有主の救出を決行。銀鏡と戦う。
越方 錦太（おちかた きんた）
焔魔堂家傘下陰陽師。誕生日8月15日。血液型Ｏ型。151cm。44kg。青陽院10組所属。耳のような突起があるニット帽を常時着用している小柄な少年。
有主に騙される形で焔魔堂家に加入。実家が刺繍印刷の仕事も行っていることから公彦がデザインした焔魔堂家の家紋制作を手伝った。
5点同時襲撃時にパニックに陥った林檎を説得し共に有主の救出を決行、銀鏡と戦う。
山女原 林檎（あけびはら りんご）
焔魔堂家傘下陰陽師。誕生日4月7日。血液型Ａ型。158cm。47kg。青陽院10組所属。アホ毛が特徴の赤毛少女。
有主に騙される形で焔魔堂家に加入。5点同時襲撃時にパニックに陥るも錦太の説得で勇気を振り絞り有主の救出を決行、銀鏡と戦う。

##### 隅田家
隅田 亙（すだ わたり）
隅田家当主。隅田家第一小隊隊長。
禍野で無悪に囚われ、甘露門の印を埋め込まれたまま解放され保護された。殺処分を恐れて隔離室から逃走し、駆け付けた鈩に抵抗した際に死亡。皮肉にも死亡した事で甘露門が発動され大量のケガレを土御門島に召喚してしまう。
勝成 一人（かつなり かずと）/楽々浦 セリ（ささうら せり）/柞原 暦（ほそはら こよみ）
禍野で無悪に囚われ、甘露門の印を埋め込まれたまま解放され保護された。殺処分を恐れて隔離室から逃走し、亙が死亡した事で甘露門が発動し死亡した。

#### 伝説の陰陽師
安倍晴明（あべの せいめい）
古の時代より数多の伝説が語り継がれてきた最強陰陽師。実は女性で道満からは晴子と呼ばれている。世間に流布している男性の安倍晴明像は、晴明の名を継いだ彼女の弟子「童子丸」のもの。
千年前に穢れの王を封じるために禍野を作って幽閉し、最深部で敗北。穢れの王を現世に戻さないため己ごと封印。ろくろを「我が子」と呼ぶ。
アニメ版の安倍晴明
声 - 小野大輔
アニメにおいては設定は大きく異なり、伝承通り男性。土御門 御影で世の中の災いは陰の気によるものと考えて天御柱を生み出して異界を作り上げ、そこに陰の気を隔離した。
その陰の気で充満した異界のなれの果てが禍野であり、禍野から現れる穢れに対抗するために陰陽連や十二天将を組織し、未来において禍野を消すべく双星や神子を準備、さらには陰の気の増大が進んだ場合に備えて陰の気の源である人間を消し去る破星王をも用意した。
蘆屋道満（あしや どうまん）
安倍晴明と並ぶ大陰陽師。穢れの王を滅ぼすには同じ力が必要と考え、変異体を研究し、その果てにケガレと陰の気を生み出したケガレの父。化野紅緒は彼の末裔。太陰覚醒の儀式にて紅緒と邂逅。禍々しい見た目に反し非常にお茶目で好々爺な一面を見せた。
童子丸（どうじまる）
晴明の名を継いだ弟子。世間に知られている安倍晴明とは彼の事。

### ケガレ
穢れの王
千年前の京都に現れた巨大な怪物で人間をケガレに変える。生物か悪霊の類いかは不明。ろくろは穢れの王の姿を見て既視感を覚えていた。大戦は千年前だが、それ以前から現に接触し、当初はひ弱だったが時と共に成長し人類の脅威と化しつつあった。
石鏡 悠斗（いじか ゆうと）
声 - 村瀬歩
ろくろの幼馴染。紅緒の双子の兄。誕生日4月16日。血液型O型。14→16歳。157→163cm。46→51kg。好きなものは陰陽師、おはぎ。嫌いなものは妹、弱い陰陽師。
清弦の元弟子。両親の死後石鏡家に養子入りしていた。
幼少期に崖から落ちて半年間昏睡状態に陥り、その際に過去視未来視の能力に目覚めてケガレの王による人類滅亡を予知する。それを阻止すべく力を求めるようになるが、時と共に狂気に侵され力のみを求めるようになる。過去視でケガレ堕ちについて知ったころには精神は破綻を来たし腹黒いサイコパスと化した。
「雛月の悲劇」を起こした張本人でその際死亡したと思われていたが、２年後再びろくろの前に姿を現した。強大な力を身に付けており、既に人としての姿は呪力を押さえ込んだ姿でしかなく、全身がケガレ化した｢玄胎｣（げんたい）という姿が真の姿である。
双星との決戦時、最終的に深手を負い敗走。ケガレ堕ちの力を物にしたろくろに執着し、傘下に加わるようにしつこく要求する一方で、同様にケガレ堕ちの力を我が物にした紅緒のことは過剰に嫌い排斥しようとする。
式神を替え玉に陰陽連の監視から逃れて婆娑羅と接触し、隠形術を伝授。5点同時襲撃を画策し深度2003で膳所家第2小隊を殲滅し、深度2013で式神有馬と対峙し、式神有馬の消滅後に白大鳥居の結界を解呪後、ろくろと天馬と交戦。大ダメージを受けたことをきっかけに暴走。ケガレの王に酷似した角が生えて呪力が飛躍的に向上、ろくろと天馬を紅緒を傷つけた敵として猛然と襲いかかってきた。
ワダツミ
真蛇種のケガレ。脅威度AA。禍野深度1780で巣くっていた。
人面に海竜の身体をもつケガレ。地中を自在に移動する。五百蔵家、勝神家、鸕宮家によって討祓。
蟷螂坂（かまきりさか）
真蛇種のケガレ。脅威度A。禍野深度1988に巣くっていた。
硬い蛹に大量の人面蟷螂のケガレ。天若家、御幣島家、蹉跎家によって討祓。
百々々々々目鬼（どどどどどめき）
銀鏡が製作した何体ものケガレを融合して製作された人工ケガレ。真蛇種と同等かそれ以上の実力を持つ。ろくろを飲み込むも内側から破壊され、討祓される。

#### 婆娑羅（バサラ）

##### 婆娑羅（旧）
千怒
千怒参照。
無悪
無悪参照。
加布羅
加布羅参照。
聖丸（ひじりまる）
婆娑羅序列「第四位」。誕生日5月4日。186cm。72kg。好きなものは現と人間を追い詰めること。嫌いなものは無悪と加布羅。脅威度＋S。ツインテールの青年型婆娑羅。大気中の塵や埃に呪を掛けてつなぎ合わせた鋼糸を用いる。
常にハイテンションにして高圧的で残虐な性格をしており、他者を甚振る事を好むサディスト。小夜の存在を知り、呪力を狙って相棒の氷鉋と共に本土へ追跡。無悪と加布羅に対抗心を燃やしている様子。目的は膨大な呪力を得て「あの男」を倒し禍野を解放し地上世界を手に入れることであり氷鉋と共に人間界の青空に強く憧れていた。士門とろくろを相手に死闘を繰り広げ、その過程で氷鉋の呪力を取り込み圧倒するも最後はろくろとの一騎打ちの末、討祓。
銀鏡（しろみ）
婆娑羅序列「第五位」。誕生日5月17日。184cm。69kg。好きなものは実験と人間解体。嫌いなものは氷鉋。脅威度レベルSS。髪色が白黒で手に杖を持ちシルクハットに紳士服と袴を着用している左眼が濁った青年型婆娑羅。ケガレを操り合成出来るケガレ使い。
一人称は「吾が輩」。常にハイテンションで興奮すると吃る。生きた人間を解体する事を好むサディスト。聖丸とは泥眼種からの交友があり相棒にして親友関係にあった。真蛇種時に仲違いし、婆娑羅種になった際に再会するも氷鉋に嫉妬して喧嘩別れしたことを後悔していた。更に和解する前に聖丸がろくろに討祓されたことにより彼を憎悪し敵討ちを誓っている。5点同時襲撃時に参加し巨大複合型融合ケガレ「百々々々々目鬼」を従え深度1977から侵攻し刀根山家第2小隊、高砂家第1小隊を殲滅後、深度2007で焔魔堂家第1小隊と接触、開戦。チームワークに翻弄されろくろの猛攻を食らう逆転し焔魔堂家を嬲り倒すが、救援に来た有馬と交戦、圧倒されるも一矢報いて討死。
赫夜（かぐや）
婆娑羅序列「第六位」。誕生日12月21日。168cm。59kg。好きなものはダーリンと美の追求。婦警風とも女性軍人風ともとれるミニスカート姿の右眼が濁った巨乳の女性型婆娑羅。 水を自由自在に操る。
非常に短気で放送禁止用語を連発する毒舌家だが、ダーリンの前ではぶりっ子のような口調になる。生きたまま人間の女性の皮を剥いで磨り潰し全身にフェイスパックのように張り、内臓を喰らえば更に美しくなれると本気で信じており、これまで三百人もの女性を喰い殺してきた食人鬼。
かつては婆娑羅でありながら人間の男性と恋仲になるも結ばれる事なく恋人を失った経験を持つ。その生前の恋人は「ダーリン」と呼んでいるミイラ化した死体である。
無悪に紅緒の存在を教えられ、捜索の末彼女を巡り神威と激突。当初は圧倒するも覚醒した神威に全力を発揮。再び優位に立つも覚醒した紅緒を見て動揺し、更にダーリンを神威に破壊された事で平常心を失い、そこを突かれ2人から致命傷を受けるも濁流を発生させ2人を呑み込む。最後は双星の悲恋を予言し愛を渇望しながら絶命。
臥蛇
臥蛇参照。
四皇子（しおじ）
婆娑羅序列「第八位」。誕生日6月21日。150cm。41kg。好きなものは本と悲劇とコーヒー。嫌いなものはハッピーエンド。 脅威度レベルSS。羽根つきのベレー帽を被る左眼が濁った貴然として小柄な少年型婆娑羅。人間をゾンビに変える術を使う。
執事服を着た真蛇種を2体従えている。尊大な態度だが普段は物語を読むが如く第三者視点の口調が特徴。悠斗との同盟関係に疑問を感じつつも5点同時襲撃に参加。深度1898から侵攻し一個小隊殲滅後、深度2010まで侵攻し白大鳥居突破後、鈩と交戦。甘露門消失に伴い撤退、その際気絶していた天馬を討とうとするも繭良達の激しい抵抗に遭い、追撃して来た鈩に討祓される。死に際に「生まれ変わりが存在するならケガレはごめんだ」と呟いていた。
氷鉋（ひがの）
婆娑羅序列「第九位」。誕生日3月9日。187cm。94kg。好きなものは現と聖丸。嫌いなものは弱い人間と聖丸の邪魔者。脅威度レベルS。常に沈着冷静。軍服姿の右眼が濁った青年型婆娑羅。雷攻撃と高速戦闘を得意とする。
泥眼種だったころから聖丸（当時真蛇種）と行動を共にし、彼を王にするべく呪力を捧げてきた。聖丸への友情とも忠誠心ともつかない強固な想いを持つ。繭良と紅緒を相手に勝利するも、聖丸の窮地を知り、身を挺して庇い致命傷を負う。瀕死の体を引きずり自身の呪力を聖丸に譲渡、禍野の解放の夢を託し、一度見た青空を夢想しながら息を引き取った。
杠
杠参照。
神威
神威参照。

##### 婆娑羅（新）
千怒（ちぬ）
婆娑羅序列「第一位」。143cm。35kg。好きなものは人間文化とお喋り。嫌いなものは争いと無悪。身長千年生きる最初にして最強のケガレ。平安貴族風の少女型婆娑羅。
正体は道満が作った双星「太陰」の試作一号。晴明に酷似した姿をしており顔のひび割れが無く両眼とも普通の形をしていて他の婆娑羅と比べても非常に人間に近い姿をしている。
陰陽師とケガレとの戦いに一切興味がなく京都で現から紛れ込んできた物品を収集して過ごしている。その理由は世を恨み人間と敵対することの虚しさを悟ったため。呪力を取り戻すべく訪れた紅緒に双星の真実やケガレの誕生の経緯について説明。絶望に打ちのめされる紅緒を叱咤激励し立ち直らせ太陰に覚醒させるため儀式を執り行う。
紅緒の太陰覚醒後、封印を施して見た目を人間に同化させた後、消息不明になる。
加布羅（がぶら）
婆娑羅序列「第三位」→「第二位」。誕生日12月20日。189cm。75kg。脅威度レベルSS。伊予弁口調の左眼が濁った青年型婆娑羅。
千怒と無悪が姿を見せないため、陰陽連では実質最強と認定。遭遇しても無干渉なこともあれば一度攻撃的になると誰にも止められないなど、思考や行動が読めない子供のように無邪気で残酷で気まぐれな人物。その本質は暇と空腹を毛嫌いし、人間を餌としか見ていない残虐性の持ち主。
椿を殺害した張本人であり、かつての討祓作戦では天将数名以下総勢百人大隊を壊滅させる、纏神呪発動中の天将数名を瞬殺するなど無悪に次ぐ実力者で他の婆娑羅からも特別視されている。比較的活発に活動する婆娑羅であり、身内を殺されていない者はいないと言っても過言では無い程に陰陽師から恨まれている。
5点同時襲撃に参加し五百蔵家第4小隊殲滅後、深度1983で五百蔵第1小隊と増援に来た二個小隊を壊滅させたが、敗北を避ける為陰陽師達によって他階層に強制転送された。
後に天御柱塔にて天馬と士門と交戦。太陽の御霊と遭遇して理性を失う程の怒りを抱きながら激しく攻撃するも返り討ちに遭う。
無悪が仕掛けた甘露門から土御門島襲撃に参戦。当初は見学に留めていたが、空腹を理由に参戦し、歯向かって来た愛宕と師を殺害。それから桜と志鶴、雲雀と九十九と交戦。
神威（かむい）
声 - 小野友樹
婆娑羅序列「第十一位」→「第三位」。誕生日1月15日。162cm。50kg。好きなものは戦闘、二択による人間の反応。嫌いなものは戦いを妨害する邪魔者。左眼が濁った少年型婆娑羅。
8年前は一角鬼の姿の真蛇種だったが紅緒の両親を殺害し進化。陰陽師とケガレとの戦いに一切興味がなく強者との闘いを望む戦闘狂。双星を気に入り2人と悠斗との決戦の際も肩入れし両脚を失った紅緒にケガレの力で繕った「白凛闘牙」を与えた。
紅緒に対して混乱するほどの想いと執着心を抱き、彼女に罪悪感を抱き苦悩するようになる。失意に陥る紅緒を禍野堕ちから救い、取引を持ちかけ千怒に会わせた。儀式の警護中に赫夜と交戦、圧倒され重傷を負うが紅緒の言葉により紅緒を守りたいと強く願うようになり、その瞬間謎の覚醒を果たし、眼の濁りや顔のひび割れが消失、呪力と戦闘力が上昇。
赫夜撃退後、赫夜が発生させた濁流に紅緒共々呑み込まれたが無事に生還。土御門島では隠れて繭良達を援護した後、姿を消す。
後に天御柱塔にてろくろと紅緒と交戦。この頃になると紅緒への好意をはっきりと自覚しており、ろくろに激しく嫉妬している。
無悪が仕掛けた甘露門から土御門島襲撃に参戦。
臥蛇（がじゃ）
婆娑羅序列「第七位」→「第四位」。 誕生日7月25日。199cm。83kg。好きなものは平穏。嫌いなものは争乱。脅威度レベルSS。長身痩躯と顔の痣が特徴的な左眼が濁った青年型婆娑羅。磁力を自由自在に操る重力使い。
厭戦的な性格だが攻撃してくる敵に対しては容赦しない人物。 5点同時襲撃に参加し深度1852から侵攻、一個小隊を殲滅し、深度2009まで侵攻し白大鳥居突破後すばると交戦。甘露門消失に伴い撤退。
杠（ゆずりは）
婆娑羅序列「第十位」→「第五位」。誕生日4月14日。159cm。47kg。好きなものは無悪と苦痛。スクール水着にうさ耳フード付きパーカーを着た右眼が濁った少女型婆娑羅。
婆娑羅一の感知能力の持ち主。その強力すぎる感知能力は感知した呪力次第で己が傷つくほどだがドMなためあえてそれを望んでいる。無悪に従い陰陽師達の動向を逐次報告していた。
5点同時襲撃に参加し自身を利用してケガレの大群を土御門島に派遣。敗北が決定的になると首だけの姿になった無悪を抱えながら撤退。
無悪（さかなし）
婆娑羅序列「第二位」→無し。誕生日6月4日。190cm。79kg。右眼を髪で隠している陰陽師姿の貴公子風の青年型婆娑羅。婆娑羅種の実質的なリーダー的存在。
一人称は「小生」。千怒と同等の年月を生き、実力もほぼ同等とされる。表舞台に出ることを嫌い聖丸や赫夜をけしかけるなど暗躍。
禍野深度1230付近にある拠点で人類への反攻を計画し5点同時襲撃を決行。銀鏡を利用して有馬を誘い出し、真蛇種400体を土御門島に派遣し大規模なふたがりを発生させた。天馬以上とも言われる土御門有馬がケガレ堕ちして能力をブーストしてもなお上回るが、彼の自爆に巻き込まれ甘露門が消失。首だけの姿で杠に抱き抱えられて姿を消した。
死亡したと思われたが、実は生存しており小柄な少年姿になっていた。隅田家第一小隊を生贄に再び土御門島に甘露門が発動させ殲滅を目論む。
珠洲（すず）
声 - 若井友希
ギャルのような風貌の右眼が濁った女性型婆裟羅。眼鏡を掛け、ピンク色の髪を黒いリボンで纏めたツインテールをしている。上半身をはだけた赤い浴衣にジーパン、黒い靴を着用。
論理的な口調の後にイカレた口調で「じゃ〜ん」という語尾を付けるのが特徴。3匹の女性型真蛇種を従え共に時折デスラップを歌う。闇無の企みには興味が無く積極的な加担もしていないようで、双星の2人に対して抹殺対象というより個人的な興味を持っている程度で双星の2人に友好的に接している。
原作に逆輸入され5点同時襲撃後に登場。人間を殺さずにケガレを殺し続けて婆裟羅になった。論理的かつ古風な口調の後にギャル口調になる特徴的な喋り方をする。
ろくろに強い興味を持ち、セックスしようとして紅緒と繭良から激しい怒りを買った。
師（もろ）
声 - 大原さやか
花魁言葉を使う妖艶な女性型婆裟羅。一人称は「わち」。豊満な体を貫頭衣で簡素に包む。双星一行が龍黒点発生を解消するための全国を巡る旅で最初に出会った。キス、または食べることにより呪力を奪う。
元来は呪力を喰らいたいという本能に忠実な一ケガレだったが、闇無に見出され才能ある陰陽師を多数殺し呪力を得たことで婆裟羅種になった。その恩義により闇無には忠を尽くしている。彼女が倒した陰陽師の中には椿もいた。桜と美玖によって討祓。
原作に逆輸入され無悪が仕掛けた甘露門から土御門島襲撃に参戦。シスターの様な格好をしており、目元以外の顔の部分のみ露出しているが素顔は美女で右眼が濁っている。老人口調で人間に対して。激しい憎悪を抱いている。
土御門島襲撃では歌舞伎役者の如き姿をした、巨大なロボットを召喚し島民を虐殺。駆け付けた十二天将コーデリアと死闘の末に敗走。敗走先で愛宕が加布羅に殺害されたのを見て激昂し、敵討ちの為に戦うも返り討ちに遭い死亡した。
山門（やまと）
声 - KENN
スポーティーな風貌でメタリックゴーグルを着用している青年型婆裟羅。非常に凶暴で暴力こそが至高という考えを持つ。巨大ケガレを生み出し十二天将コーデリアと死闘を演じるも敗走。その後、鳴神町を戻そうとする天将を妨害するべく出撃。勘久郎と憲剛の前に敗死。
原作に逆輸入され無悪が仕掛けた甘露門から土御門島襲撃に参戦。陰陽師を虐殺した際に服装を奪ってサングラスとファー付きのコートを着用する。
天馬と交戦するも、油断と慢心から瞬殺された。
千々石（ちぢわ） / 百道（ももち）
声 - 松岡禎丞
本来は一体だったが二体に分離した青年型婆裟羅。燕尾服を着ている。双星に挑み、見事なコンビネーションで追いつめるも、さえの不思議な力で好機を潰され敗北。その後、闇無に回収されるが特に傷の深い百道はそのまま闇無に殺害される。
千々石はその際まだ気絶していたため、闇無の仕業とは知らず双星への復讐を誓う。闇無より得たローエンガイムにより現でも活動できるようになり、鳴神学園の生徒を人質に双星に挑むも士門に致命傷を負わされ、最後に自爆を計るもろくろに阻まれ絶命。
原作に逆輸入され無悪が仕掛けた甘露門から土御門島襲撃に参戦。紅緒と交戦する。
愛宕（あたご）
陰陽連が未確認の婆裟羅。左眼が濁っており、非常に露出度が高くグラマラスな体型をした女性型婆裟羅。対象の影から使い魔を生み出し殺害する。
陰陽師達を相手に圧倒し蹂躙していた所を、援軍に来た雲雀と九十九と交戦。二人に圧倒され敗北するも、雲雀の未熟に救われた。其処へ乱入して来た加布羅に激昂して手を出した為、加布羅の不興を買い殺害された。
禰寝（ねじめ）
陰陽連が未確認の男性型婆裟羅。左眼が濁っており一人称は「朕」。全身から自在に武器を編み出せる。現で王になる事を夢見ている。
鴻巣（ぐるす）
陰陽連が未確認の婆裟羅。右眼が濁っておりガスマスクを装着している。二字熟語を三回繰り返す口調が特徴。禰寝とは相棒的な存在。
辺留（べる）
陰陽連が未確認の婆裟羅。全身に重装鎧を着用しており、身の丈を超える大剣を自在に操る。
無悪が仕掛けた甘露門から土御門島襲撃に参戦。泰月楼を陥落させ、士門と交戦。
修多羅（すたら）
陰陽連が未確認の婆裟羅。陰陽師殲滅に並々ならぬ使命感を抱いている。

##### 過去の婆娑羅
自凝（おのごろ）
婆娑羅序列「元三位」。198cm。91kg。好きなものは恐怖と自分。嫌いなものは無悪とバカな人間。枯れた老人の姿だが呪力を得ることで若返る。過去3度土御門島に壊滅的な打撃を与えた伝説の婆娑羅。恐怖に由来する陰の気を好み、土御門島の陰陽師達に恐れられる事で自分を強化してきた。魔繰禍眼という瞳術で下位のケガレを操ったり陰陽師に精神干渉したり出来る。
千怒、無悪と同時期に誕生したが無悪が際限なく強大化していく一方で自身は頭打ちになり、挙げ句に200年前に貴人に祓われそうになったところを無悪に救われ、それを屈辱に思っていた。その雪辱を果たすべく雛月の悲劇の2年後に活動を再開したが清弦、天馬、士門により討祓。
千倉（ちくら）
婆娑羅序列「元八位」。153cm。54kg。好きなものは苦しんでいる人間と注射。嫌いなものは綺麗なもの。ナース風の衣装を着た右眼が濁った女性型婆娑羅。
数百年に渡り土御門島を苦しめ続けていた天若家の怨敵。20年ほど前に天若家によって潜入階層を突き止められ、清弦と鳴海、新の3人の天将と有馬率いる小隊によって討祓作戦を決行し清弦が討祓。この功績により清弦の名は不朽のものとなる。

##### アニメの婆娑羅
アニメに登場するオリジナルキャラクターの婆娑羅。
闇無（くらなし）
声 - 井上和彦
仮面を付けた青年型婆娑羅。全国各地に穿たれた「龍黒点」と呼ばれる特殊な結界の事案に深く関与している模様。搦め手を得意とする智将。白虎を除く十二天将を捕縛し、呪力を奪って強大化するも、鈩の捨て身の反撃で深手を負い、傷を癒やすべく協力者の悠斗を取り込もうとして逆に吸収された。
鬼無里（きなさ）
声 - 山本匠馬
執事服とモノクルを身に着けた青年型婆裟羅。口調こそ丁寧だが、双星を「おもてなし」と称し殺そうとして天馬に瞬殺される。
珠洲
珠洲参照。
師
師参照。
山門
山門参照。
千々石 / 百道
千々石 / 百道参照。

### その他の人物
音海 紫（おとみ ゆかり）
声 - 冨岡美沙子
繭良の実母で清弦の妻。誕生日9月2日。血液型A型。45歳。163cm。53kg。好きなものは家族、あんみつ、植物。嫌いなものは雷。
兄を殺されたことで、その真相を知るべく学術調査と偽って島を訪れた。真相を知った際に清弦の本心を察しその苦悩を労った。止弦の怒りを買い殺害されそうになるも清弦に救われ、千倉討祓後に告白された。
口司 レナ（こうし れな）
波達羅盈城御前試合の女性実況者。慇懃だが相手が例え十二天将でも容赦なくツッコミを入れ毒舌を吐く常識人。レオという弟がいる。
小枝（さえ）
声 - 咲々木瞳
アニメオリジナルキャラクターの幼女。
ろくろ達がケガレ祓いのため禍野に赴いた際、平然と一人きりで佇んでいるところを保護。記憶が漠然としており名前すら覚えていなかったため、仮の名前として「小枝」と名付け旅に同行させている。
その正体は陰陽師の総本山である京都深山の最深部に据えられた、日本列島の霊的エネルギーが収束する巨樹型結界「天御柱」の一枝が何らかの理由で折れ、仮初に人の形を成した存在。
旅の過程でおぼろげながら思い出した衝動に従い、本体のある京へ向かうよう双星に依頼。天将全員の力でも完全に防げなかった「龍黒点」大量発生を塞ぐため霊樹へと還る決意を固め、二人に絵本形式の「お別れの言葉」を残す。

#### 式神
きなこ
声 - 福山潤
紅緒の式神（原作では36話の終盤で初登場）。誕生日3月19日。11歳。50cm。4.3kg。好きなものは紅緒、おはぎ。嫌いなものはろくろ、化野家を愚弄する者。
かわいらしい外見とは裏腹に関西弁を喋り、首に赤いスカーフを巻いている。普段は形代（カタシロ）の姿で紅緒の首から下げられており、依代さえあれば変幻自在。
幼少時代の紅緒に生み出され、以来彼女のために生きずっと屋敷を守り続けてきた。ろくろと出会った当初は彼を嫌い、突っかかっていたが膳所家に屋敷を取り壊され掛けた所をろくろに救われ、以降は彼を「ジャリガキ」と言いつつも慕うようになる。焔魔堂家の家事全般を担当。
おはぎマン
紅緒の自作絵物語。およびそれに登場する喋る「おはぎ」（声 - 浪川大輔）。お腹が空いて困っている人々に自分の身体を千切って分け与える。
仲間に「ぼたもちマン」（声 - 浪川大輔）「おしるこマン」（声 - 浪川大輔）がいる。元は紅緒が気分転換に書いた落書き。
原作４コマには仲間として「苺大福ガール」（巨乳で世話焼きの幼なじみ）や「桜餅シスター」（わがままを言って困らせる妹）、「みたらしレディース」（三姉妹）、さらには永遠のライバル「泥まんじゅう仮面」（実はおはぎマンの兄）などが登場する。
ろくろの式神として生み出され、焼きおはぎマン形態でろくろの強化を行う。
雷華（らいか）
有主の式神。白のユニコーン。雷進華狩（らいしんかがり）という白い長剣型の式神呪装になる。
黒楓（こくふう）
有主の式神。黒馬。黒燐楓牙（こくりんふうが）という黒い長剣型の式神呪装になる。
猿太彦（さるたひこ）
有主の式神。廻しをつけた巨大なゴリラ。蛇種などの大型ケガレと肉弾戦を行う。
夢乃坂心愛（ゆめのさかここあ）
新の式神。「魔法少女プリリズム」の主人公をモデルに生み出され、こだわりから通常形態と変身形態がある。
ダークブルーム
新の式神。心愛のライバルをモデルに生み出された。
ネコクラゲ
人が乗れるほどの巨体を持つ飛行型移動用の式神。

#### 雛月寮
雛月の悲劇により悠斗とろくろを除き全滅。
破石 テツジ（わりいし テツジ）
声 - 逢沢ゆりか
優しい少年。悠斗の儀式の準備を手伝った。ろくろにとって悠斗に次ぐ親友でろくろに強く憧れていた。ケガレ堕ちした仲間に致命傷を受け、ろくろに看取られ死亡。
余部 克典（あまべ かつのり）
声 - 花藤蓮
少しわんぱくな少年。仲間から「かっちゃん」と呼ばれていた。気が短く優奈と一緒に悠斗の儀式にはっぱをかけた。
名越 亜美（なごせ あみ）
声 - 咲々木瞳
ろくろに好意を抱いていた少女。クセ毛がコンプレックスだった。悠斗の儀式に不安に思っていたがその懸念が的中し、ろくろにケガレ堕ちする寸前で祓ってほしいと頼み笑顔で死去。
三木閉 ヒカリ（みきとじ ヒカリ）
声 - 冨岡美沙子
ろくろに好意を抱いていたポニーテールの少女。呪力の低さがコンプレックスだった。ケガレ堕ちした仲間に喰い殺される。
杏 るり（からもも るり）
声 - ふじたまみ
天真爛漫な少女。亜美と親しい。
泉原 千絵子（いずはら ちえこ）
声 - 竹村知美
ヒカリと親しい。眼鏡をかけた文学少女。本が好きだがその大半が少女漫画。ケガレ堕ちした仲間に殴殺される。
愛川 優奈（あたいがわ ゆうな）
声 - 戸田めぐみ
フリル付きドレスが好きな金髪の少女。気が強い。悠斗の儀式を止めようと、ろくろに危機を知らせた直後ケガレ堕ちしてしまう。
玉伝 圭介（たまで けいすけ）
亮悟が卒業した後のリーダーを務めていた少年。
真砂 俊平（まなご しゅんぺい）
見た目がヤンキーじみているものの真面目な少年。
吉隠 東紗（よなばり つかさ）
眼鏡をかけた頭脳労働が得意な運動音痴の少年。
土入 真仁（どうにゅう まさと）
大食漢の肥満少年。
質志 拓海（しずし たくみ）
繭良に片思いしていた少年。
上牧 達也（かんまえ たつや）
ファッション好きな少年。
柏原 啓渡（かいばら けいと）
雛月寮最年少の少年。
気佐藤 雫（きさと しずく）
大人びた少女。見た目とは裏腹に嫉妬深い。
飛養曽 栄子（ひよそ えいこ）
スカートでも男子に混じってサッカーをする腕白少女。
国府 雪（こう ゆき）
お化粧好きな少女。

#### 私立鳴神学園
千晶（ちあき）
声 - 熊谷海麗
繭良の友人。中学生の頃、一度はろくろを振るが、高校生になると見違えた彼が好きになったため、同じクラスになった時は喜び、思い切って告白をするが振られた。
小釜本 千由梨（こかもと ちゆり）/柴島 奏（くにじま みなと）
声 - 熊谷海麗（千由梨）/冨岡美沙子（奏）
繭良の友人
安楽島 祥太郎（あらしま しょうたろう）/縞田 智則（しまだ とものり）/生野 愁（しょうの しゅう）
声 - 徳石勝大（祥太郎）/赤坂征之（智則）/山谷祥生（愁）
ろくろの友人。

#### ゲームの人物
葛上 藍（かつじょうあい）
声 - 小清水亜美
才能ある女性陰陽師。本名は賀茂藍。彩人の姉であり、先祖である賀茂光栄の霊に操られる弟を助けるべく鳴神町にやってきた。悠斗により周囲の人間の記憶を操るという能力を与えられており、その能力で「双星の選び直しが行われている。自分は双星候補の1人」という偽りの記憶を周囲の人間に植え付けて入り込んできた。色気のあるお姉さん気質で、大人の余裕が感じられる性格でろくろを誘惑している。また戦いの素質も高く、それなりの戦闘経験も持ち合わせている。
天王寺 璃睦（てんのうじ りむ）
声 - 花澤香菜
男勝りで勝気な性格。ただ女の子扱いされるとすぐ赤面する可愛らしい部分がある。一人称は「オレ」。正体は光栄と手を組んだ悠斗が送り込んだ刺客で、当初は呪法の影響で記憶を一部失くしている。
生野 蘭（いくの らん）
声 - 山本希望
ろくろの事を慕うちょっと天然な妹気質で、謎が多い天然少女。かつて雛月寮にいた亜美の遠縁。陰陽師の家系に生まれたので、陰陽師の事を理解しているが、別になる気はないらしい。ただ呪力が高いため、双星候補として選ばれた。
加茂 彩人（かもの さいと）
声 - 神谷浩史
知的で温厚な性格の青年陰陽師。かつて陰陽道の宗家だった賀茂家の末裔。普段はサポート役をメインにケガレ祓いに参加している。土御門家を宗家の座を奪ったと恨む先祖、光栄の霊が呪護者としてついていて、半ば光栄の操り人形となっている。

## 用語

### 陰陽師関連
陰陽師（おんみょうじ）
ケガレと戦い、祓う使命を背負った人間の総称。
呪護者（しゅごしゃ）
陰陽師となる素質のある人間には、呪護者と呼ばれる守護霊が憑いており、呪護者に陰陽師がついていることが陰陽師を名乗る絶対条件。呪護者とは呪力そのものであり、呪力の成長の仕方や資質、大小なども呪護者によって決まる。
陰陽五行（いんようごぎょう）
陰陽師やケガレが持つ呪力の属性。木火土金水の五つに分類。
任務等級（ミッションランク）
陰陽師が請け負う任務の難易度。低い順から
Ｅ級:戦闘後現場の遺体・武器回収＜Ｄ級:泥眼種討祓＜Ｃ級:般若種討祓・旧階層調査＜Ｂ級:蛇種討祓・拠点設置＜Ａ級:真蛇種討祓・新階層調査＜Ｓ級:婆裟羅種討祓・その他最上位級危険度任務
双星の陰陽師（そうせいのおんみょうじ）
神託により導かれた最強の陰陽師である「神子（みこ）」を産むことを運命づけられた最強の陰陽師の夫婦に与えられる称号。呪力を重ね合わせて増幅する共振（レゾナンス）やケガレの声を聞く受心（レセプション）など他の陰陽師には無い特殊能力を持つ。過去にも何度か双星と呼ばれる者たちが現れたらしいが、いずれも神子を誕生させることはなかった。他の陰陽師と違って特定の呪護者を持たない。男の方は太陽、女の方は太陰。
太陽（たいよう）
双星の陰陽師の男。安倍晴明が生み出す究極の陽の器。
呪護者を始めあらゆる次元に存在する陽の気を持つ祖霊から呪力を得ることができる。
太陰（たいいん）
双星の陰陽師の女。蘆屋道満が生み出す究極の陰の器。ケガレから呪力を得ることができるケガレの姫。
必ず蘆屋道満をルーツ（血筋）に持つ。陽の力を扱う陰陽師としての姿はサナギのようなもので前段階として必ず陽の呪力を失い、再び呪力を得るには羽化の儀式を成功させケガレに転生する必要がある。歴代の太陰は例外なく呪力を失い、取り戻す為に千怒の下を訪れ真実を知った太陰はある者は悲嘆し自害、ある者は使命を投げ出した。知ってなお羽化の儀式に挑んだ者も大半は失敗し死亡、成功したのは二〜三人。それらも神子を生み出しておらず千怒は戦死したか、太陽に先に死なれたか、陰陽師に殺されたと推測している。
太極（たいきょく）
双星の陰陽師から生まれるとされる神子。双星の命を捧げることで誕生するとされる。未だ誕生に成功していないため、存在自体が未知数。
雛月の悲劇（ひいなづきのひげき）
雛月寮に禍野から現れたケガレにより候補生の大半が死亡したとされる事件。真相は悠斗が候補生をケガレ堕ちの実験材料として儀式に利用し彼らをケガレに変えてしまったことにより引き起こされた事件。
呪装（じゅそう）
陰陽師が体内に宿す呪力を武器や防具に纏わせたもの。ケガレに対抗する唯一の手段。体の部位、武器等、それぞれに呪装させることが可能。複数同時に呪装した状態は「連装」と呼ばれ、鍛錬を積めばより複数の呪装を連装させることが可能となる。形状、性能は様々であり、また、当人の呪力の量が多ければ効力は比例する。
霊符（れいふ）
陰陽師が使用する。呪力の開放や、禍野の行き来に使われ、基本的に書くことで補充されるが、一生使うことができるものも多く存在する。霊符は筆を使って書き、上手く出来なければ無駄な呪力がこもって非常に心細い霊符となってしまうが、逆に上手く出来れば強力な霊符となる。また、霊符は使用者の心情をくみ取って力を発揮するため、下手をすれば自分に術がかかってしまうこともある。
式神（しきがみ）
陰陽師の相棒的存在。種類は様々で家事手伝い専門の非戦闘型や戦場でサポートを行う支援型など種類は千差万別。土御門島には持ち主不明の野良式神が多数存在する。
特異点（とくいてん）
ケガレと陰陽師の戦いの大きな転換期のこと。
現在、ケガレとの戦いは「双星の出会い」→「成長と覚醒」→「太陰が力を失う」→「ケガレの大攻勢により土御門島が壊滅」→「最初に戻る」というサイクルを繰り返しており、特にこのケガレの大攻勢を特異点と呼んでいる。
この「ケガレの大攻勢による土御門島の壊滅と再スタート」を乗り越えるのが現状の目的である。

#### 総覇陰陽連関連
土御門宗家（つちみかどそうけ）
陰陽師組織「総覇陰陽連」及び「星（聖）将六四家」をまとめる最高位の名門。安倍晴明（童子丸？）の末裔とされている。
十二天将（じゅうにてんしょう）
晴明に仕えた十二の式神から肖った武術、呪力、知識戦闘経験に秀でた最強最高ランクの陰陽師の総称。総覇陰陽連の中でも最強最高の陰陽師十二人。各々に十二天将の称号を有し、安倍晴明に仕えた十二体の式神らと契約を交わしその力を借りることが出来る。
天将十二家（てんしょうじゅうにけ）
十二天将を擁し各分野で重要な役割を持つ大名門。それぞれの始祖は1000年前に晴明と共にケガレの王に挑んだ仲間であり、数ある名門の中でも別格。
鸕宮家（うのみやけ）
貴人を継承している名門。家紋は六角に桃。家系としては近距離戦闘担当。
天将十二家筆頭。宗家分家の区別がなく、七宗家に分類。傘下陰陽師は精鋭揃いで知られている。鸕宮家の式神継承は特殊で同門同士による蠱毒術。その際10名ほどの候補者にムカデの呪印が刻まれ、最後の1人になるまで殺し合い、生き残った1人が継承する。もし儀式を拒否して島から抜け出そうとすると呪印に殺害されるシステム。貴人の式神は太陰になり損なった双星の女の霊の集合体でありそれゆえに貴人の天将は太陽とレゾナンスが出来る。
御前試合にて天馬の言動に失望した傘下の半数ほどが脱退、著しく力を堕としている。
蛇草家（はぐさけ）
騰蛇を継承している名門。家紋は蛇腹。ケガレや禍野の研究担当。
天若家（あまわかけ）
白虎を継承している名門。家紋は薊。斥候や暗殺担当。土御門島の治安維持を司る「律」を保有。
「泣く子も黙る暗殺者集団」と恐れられている武闘派集団。傘下陰陽師は皆厳つい人物が多く、「天若組」と好んで呼んでいるため見た目も相まってまるでヤクザ。
水度坂家（みとさかけ）
青龍を継承している名門。家紋は爪に水晶。医療呪術研究担当。
傘下陰陽師は医療関係者が多いのが特徴。呪装とは別にケガレ喰いとも呼ばれている龍嚥之法（りゅうえんのほう）という秘術を受け継いでいる。
斑鳩家（いかるがけ）
朱雀を継承している名門。家紋は紅鳳凰。遠距離戦闘担当。また、葛の葉の宿主が生まれる家系でもある。
御幣島家（みてじまけ）
天后を継承している名門。家紋は丸に薔薇。遠距離戦闘担当。
傘下陰陽師は騎士等西洋衣装を好んで着用しているのが特徴。
勝神家（かすかみけ）
天空を継承している名門。家紋は砂に鏡。武器防具の開発担当。
傘下陰陽師は研究者のような風貌の人間が多いのが特徴。
蹉跎家（さだけ）
六合を継承している名門。家紋は蹄と車輪。近距離戦闘担当。
傘下陰陽師は肉弾戦を好む武闘派が多いのが特徴。先代が死なねば継承できない特殊な式神で歴代継承者が呪護者となり、その力を借りることが可能。しかしあまりに強力な為酷使すると寿命が縮む。
五百蔵家（いおろいけ）
勾陳を継承している名門。家紋は重ね槌。禍野の地理や地形管理担当。
雲林院家（うじいけ）
玄武を継承している名門。家紋は亀甲にくちなわ。結界の守護担当。
嗎家（いななきけ）
太裳を継承している名門。家紋は五角に御旗。戦闘支援、禍野内索敵、教育機関運営担当。
膳所家（ぜぜけ）
大陰を継承している名門。家紋は丸に重ね梅。下位家系管理担当。
神将六家（しんしょうろっけ）
京都に拠点を置き本土の守護を任された名門。
太将十八家（たいしょうじゅうはっけ）
十二天将を補佐し中級以下の任務を取り仕切る名門。化野家もここに含まれる。
化野家（あだしのけ）
蘆屋道満の末裔。分家に石鏡家がある。当主は女性が次ぐのが特徴。名門として栄えていたが、沙貴と豹牙の死後、没落の一歩を辿り悠斗の叛逆行為が決定打となり裏切者の汚名を着せられる。石鏡家傘下陰陽師は誹謗中傷に耐え兼ね、自殺同然の最難易度任務を受けて禍野で全滅、化野家傘下陰陽師は全員脱退し、御家取り潰しの危機にある。
堂将二十七家（どうしょうにじゅうななけ）
十二天将を補佐し中級以下の任務を取り仕切る名門。
日栄家（ひえけ）
堂将二十七家の一つ。
纒神呪（まといかじり）
十二天将にのみ許された呪装。武器や防具ではなく肉体に十二天将の力を纏い戦闘能力を向上させる。強力である一方、体にかかる負担も相当であるため連続して使い続けると呪力や体力が底をつきやすくなるなど反動も大きい。

#### 土御門島関連
土御門島（つちみかどじま）
全てのケガレが行きつくとされる、通称【南海トラクの島】。地図には記載されていない。千年以上続くケガレとの戦いにおける最前線の島。陰陽連の本部もここにおかれている。日本政府から自治を認められており、島独自の法律がある。
星天の登り台
禍野と通じる黒大鳥居の途中にある登り台。五つの休憩地に別れそれぞれに名称がついている。
いさみの台
星天の登り台にある一台目の名称。
ふるえの台
星天の登り台にある二台目の名称。
ふりかえりの台
星天の登り台にある三台目の名称。
くやみの台
星天の登り台にある四台目の名称。
なげきの台
星天の登り台にある五台目の名称。
黒大鳥居（くろおおとりい）
禍野と通じる大門。
御忌港（おいみこう）
土御門島にある港。唯一本土との行き来を担当。
衣更着町中央商店街（きさらぎちょうちゅうおうしょうてんがい）
土御門島雷無地区にあるメインストリート。陰陽師が愛用する鍛冶屋が多く並ぶ。
泰月楼（たいげつろう）
土御門島総覇陰陽連本庁舎。陰陽連上層部が集い対ケガレ対策を行う陰陽師の本拠地。
終玄の間（しゅうげんのま）
泰月楼地下３階にある対穢防衛作戦指揮所。嘶家が禍野やケガレ、陰陽師の動向を監視。
青陽院（せいよういん）
土御門島の予備役陰陽師修練機関。校長は新、理事長は有馬。入学から卒業は3年。学年はなく、成績の順に1〜10までのクラスに振り分けられる。そして、振り分け後も頻繁に組の入れ替えが行われる完全実力主義が敷かれている。
水度坂総合病院（みとさかそうごうびょういん）
土御門島にある唯一の大病院。代々水度坂家が院長を務めている由緒正しい病院。
早花咲組（さはなさきぐみ）
水度坂総合病院にあった障碍者用病室。呪力関連による難病を抱えて子供をまとめ十二天将水度坂勘久郎が面倒を見ていた。土御門島で発生したふたがりにより全員死亡。
天御柱（あめのみはしら）
アニメオリジナル。陰陽連本部にある結界の根幹。
天曺地府祭（てんちゅうちふさい）
アニメオリジナル。十二天将が行う6箇所に分かれて結界の綻びを塞ぐ儀式。
波達羅盈城御前試合（はだらえじょうごぜんじあい）
二年に一度開催される武闘大会。土御門島の裏郷の1つ、波達羅盈城という闘技場で行われ、男女に分かれる。参加資格は宗家・分家・傘下含め5人以上の陰陽師がいる家の代表者のみ。参加者は十二天将を筆頭に上級陰陽師が中心だが、条件さえ揃えば基本誰でも参加可能。纒神呪は使用厳禁。

### ケガレ関連
ケガレ
禍野と呼ばれる異世界の住人。人類の宿敵。強靭な肉体を持ち通常兵器や装備は一切通用せず防ぐことも不可能だが、吸血鬼のように太陽の下では最大半日で灰となり消滅する。姿形は千差万別、一定ごとにランクで格付けされている。身体の何処かに九字紋が刻まれている。人や物に取り憑き、総じて奇怪な笑い声を発する。呪力を取り込むことで進化する。その正体は道満が作った太陰のプロトタイプ。毒を以て毒を制するという考えの基、ケガレの王と同じ力を得ようと変態した人間を捉えて研究し、陽の気を抜き取って残された力を陰の気と名付け、その力を扱う研究の成果物としてケガレが生まれた。
ランクは能で用いる鬼女面のものが使われており、弱い順から
Ｄ級:泥眼＜ Ｃ級:般若＜ Ｂ級:蛇＜ Ａ級:真蛇＜ Ｓ級:婆裟羅≒exＳexA級:生成
泥眼（でいがん）
身体が小さく動きも鈍く知能も低い最弱のケガレ。最弱ゆえに最も数が多い。人間すらまともに襲えず通常共食いで強化している。平均的な陰陽師ならば十体以上でも不意を突かれない限り対処可能。本土にしかおらず土御門島には存在しない。
般若（はんにゃ）
泥眼種が進化したケガレの下位種。泥眼よりも身体が大きく呪力が強い。素手で人間を簡単に殺せるがなお愚鈍で鈍重。平均的な陰陽師でも一対一ならば低リスクで対処可能。土御門島では最弱の個体。
蛇（じゃ）
般若種が進化したケガレの中位種。般若種とは比較にならないほどの巨体をこの形態から得る。殺害した人間の面影をここから残し個性的な容姿を得るようになる。ここから知恵がつき始め、道具を使い片言ながらも人語を話し出す。平均的な陰陽師ならば小隊を組まなければ対応不可。本土では強敵に入るが、土御門島では雑魚の認識。
真蛇（しんじゃ）
蛇種が進化したケガレの上位種。流暢な人語を話す程の高い知能と戦闘能力を持つ。平均的な陰陽師では対応不可能であり最低でも上級陰陽師が率いる中隊もしくは十二天将による対応が必要。不幸中の幸いか呪力を求めて最も同族で共食いを行うため数は少ない。この階級から性別が決まる。それ以下のケガレにも乳房のような物があるケースが見られるが、単にそういう形態であるというだけで女性という訳ではない。真蛇種の中には明確な知性を持った為に自身の存在意義に疑問を持ち苦悩する者もおり、それらは「人間病」に患っていると比喩される。
婆娑羅（バサラ）
真蛇種が進化したケガレの最上位種。現在11体が確認。
褐色の肌を持つ人間の姿をしており、それぞれが個々に自我を確立している。真蛇種を凌駕する知能と戦闘能力を有しており、十二天将ですら正面や単騎での戦いを避けるほど。片眼の濁りと顔のひび割れが特徴でここから呪力を得るほど人間に姿を近づくようになり呪力しだいでそれらも消失する。真蛇種以下のケガレと違って確たる肉体を得ており「遺体が残る」「食事をとる」「睡眠をとる」「性欲がある」など他のケガレにはない特性を持つ（真蛇種以下のケガレにとっては捕食は攻撃手段でしかない）。陰陽連が定めた序列は強さと婆裟羅年齢を基準としており、「第十一位〜十位」は百年未満、「第九位〜三位」は百年以上、「第二位〜一位」は千年以上と推察されている。
生成（なまなり）
陰陽師が陰の気に侵されケガレ堕ちすることで誕生。強さは元になった陰陽師の実力に左右される。雛月寮の候補生がなったものは般若種程度だったが、優れた陰陽師や呪力の持ち主がケガレ堕ちすれば真蛇種や婆裟羅種相当の脅威となる。
ケガレの糞
ケガレが禍野で摂取した土石や植物が体液と混ざって排泄されたもの。時に犠牲者の残骸も混じることがあり初見はトラウマになるという。凄まじい悪臭を発生させる為この処理の為だけに任務が発生するほど。
纒死穢（マトイマカルサワリ）
婆娑羅種にのみ許された呪装、婆娑羅版纒神呪。纒神呪と違って使用制限がない。
禍野（まがの）
特殊な霊符を使うことにより行き来することが出来る異世界。ケガレの棲家であり稀に人間の世界に漏れ出して来る。廃墟と険しい崖で構成され、空気は澱んでおり、川は血と生ゴミの臭いがする。深度は2000ほどあり深いほど上位のケガレが棲む。現状半分ほどまでしか到達出来ておらず1000m以下に至っては未到達である。禍野の最深部では今も安倍晴明が穢れの王を封じ続けている。
侵蝕（しんしょく）
ふたがりとも呼ばれる現象。ケガレが禍野を超えて現世に降りてくる現象。土御門島では計7回発生しており、そのうち3回は未然阻止、うち2回は侵入され島民の7割以上の死傷者を出す大惨事と化し、うち1回は勘久郎の活躍により最小限の被害で済むも教え子を全て失い強烈なトラウマを残すことになり、最後の1回は無悪により真蛇種400体を送り込まれる最大規模のものとなったが、多大な犠牲を払うも島への被害は最小限に食い止められた。
天御柱塔（アメノミハシラノトウ）
禍野震度1405に発見された婆娑羅種の拠点。貴人の全力の一撃を受けても、小さい穴を作る事しか出来ない程の強度を誇る。此処でろくろ達は潜んでいた加布羅と神威の二体と交戦し、太陽の御霊と遭遇した。

### 陰陽術・技
- 陽流1080・陰3900もの術が存在する。

ケガレ堕ち
人間に陰の気を取り込ませ、強大な力を得る術。元は普通の陰陽師が神子や双星に近づくために編み出された術だが理性を持たない怪物に成り下がるだけだったため、門外不出の禁忌とされた。陰の気を制御できるのは双星か土御門宗家の人間のみである。
布瑠の言（フルノコト）
全てのケガレを祓う最強術。晴明にしか使えないとされる。
陰陽消滅（アンチェイン）
陰陽兼ね備えたいわば神子の模造品のような状態になる。全身真っ白になり婆娑羅の特徴である褐色の肌も失われる。この状態の無悪を祓えるのは神子か双星の共振（レゾナンス）か、ケガレ墜ちした最高位の陰陽師のみとされる。
韋駄天符 飛天駿脚（いだてんふ ひてんしゅんきゃく）
肉体強化用陰陽術。腕部に掛ければ攻撃速度、脚部に掛ければ機動力上昇になる。
雨怒千針（うどせんしん）
大量の氷柱を降り注ぐ。
雨弩万雷（うどばんらい）
大量の刃状の雷を降り注ぐ。
火界呪・金剛手最勝根本大陀羅尼 大火生三昧（かかいじゅ・こんごうしゅさいしょうこんぽんだいだらに だいかしょうざんまい）
不動明王を具現化し周囲を焼き払う。
炎天道中 大焦獄比べ（えんてんどうちゅう だいしょうごくくらべ）
炎を手に纏い対象を殴り付ける。
隔壁遮闇（かくへきしゃあん）
防壁を展開する防御術。
下剋破殿（げこくはでん）
呪力を籠めると爆発する設置型の符。
月下氷塵（げっかひょうじん）
対象に氷漬けにする
玄結闘場（げんげつとうば）
蹉跎家の秘技。六合が纒神呪発動中かつ結界内限定につき天将最強の戦闘力を発揮可能。
金剛符 鎧包業羅（こんごうふ がいほうごうら）
肉体強化用陰陽術。全身を鎧の如く防御力を向上させる。
轟腕符 砕岩獅子（ごうわんふ さいがんしし）
肉体強化用陰陽術。腕力を向上させる。
砕門獅王（さいもんしおう）
肉体強化用陰陽術。砕岩獅子の上位互換。
砕槌穢符 凶羅砕撃（さいついえふ きょうらさいげき）
大槌に呪力を纏う。五百蔵家が好んで使用。
砕槌穢符 凶羅砕滅（さいついえふ きょうらさいめつ）
二つの大槌に呪力を纏う。
斬空鷲符 赤鷲刃羽（ざんくうしゅうふ せきしゅうじんば）
二刀の片刃剣に呪力を纏う。
斬邪割命（ざんじゅかつめい）
特殊な片刃剣を装備する。
我刃引命の儀（がじんいんみょうのぎ）
十蔵の固有技。「斬邪割命」に使うことで対象の呪装を吸収する特殊剣になる。
斬浄穢符 万魔調伏（ざんじょうえふ ばんまちょうふく）
得物に呪力を掛ける。陰陽師の基本技。
惨陽炎来（ざんようえんらい）
全周囲に炎の撒き散らす。
四肢装符 四魂立神（ししそうふ しこんりっしん）
天元空我を支援及び強化を行う。勝神家が使用。
邪爪顕符 黒煉手甲（じゃそうげんぷ こくれんしゅこう）
両手に漆黒の巨爪を装備する。白蓮虎砲の模倣技で威力は白蓮虎砲の10分の1。天若家が好んで使用。
飛爪（とびつめ）
爪を飛ばす遠距離攻撃。
飛爪終景 虎獄・悪褸（ひそうしゅうけい こごく・あくる）
十爪全てを全周囲に飛ばす飛爪の奥義。
衆合岩舟（しゅうごうのいわふね）
隕石の雨を降らす。
呪詛（じゅそ）
対象に呪を掛ける。
八つ目の荒籠鎮めの呪詛（やつめのあらこしずめのトコイ）
呪詛術。掛けられた対象は七日七晩重病に苦しみ、最後は吐血して死亡する。
呪禁物忌（じゅごんものいみ）
呪詛術。千倉の固有技。人間をゾンビに変える。1人の感染者で200人の村が全滅した事例があるほど強力なこの呪いにより土御門島の住民は数百年に渡り苦しめられた。
止縛法（しばくほう）
拘束術。呪力が対象を拘束する。
呪力の形態は使用者によって異なり、繭良が用いた場合は大蛇の形、山女原林檎の場合は蔦植物の形、婆娑羅化紅緒の場合は亡者の集団が現れる。
七恨縛鎖（しちこんばくさ）
拘束術。呪力封印も可能。止縛法の上位互換。
樹仁報徳（じゅじんほうとく）
拘束術。樹木を使い拘束する。
呪胞（じゅほう）
丹田法とも呼ばれる、全身に呪力を纏い禍野の邪気から身を守る。
聖刃骸駆（しょうじんからく）
光刀を大量に発射する。
聖刃骸駆 滅法五色之段（しょうじんからく めっぽうごしきのだん）
聖刃骸駆の派生技。
諸余怨敵 皆悉摧滅（しょよおんてき かいしつざんめつ）
呪印を使った設置型拘束術。
星動読符 来災先観（せいどうどくふ らいさいせんかん）
未来に起こる災害などを見ることができる。
赤鷲刃 烈の舞（せきしゅうじん れつのまい）
恵治の固有技。風を取り込んでジェットエンジンの要領で飛行する。
剪空鎌鼬（せんくうかまいたち）
両腕に鎌鼬を発生させ切り裂く。
絶門符 怨枷滔滔（ぜつもんふ おんかとうとう）
対象に負荷を掛ける。陰陽師の訓練に使用されるが使用法次第で対象を圧死出来る。
蒼電喪香（そうでんもこう）
大規模な落雷を発生させる。
大叫喚魔氷凍殺（だいきょうかんまひょうとうさつ）
氷塊に閉じ込める。
大焦熱煉獄嶺羅（だいしょうねつれんごくれいら）
炎をぶつける。
大悲咒　大悲心陀羅尼（だいひじゅ　だいひしんだらに）
治癒呪術最大奥義。死亡していなければ瀕死の患者も完治させられる。しかしその代償として治療に時間が掛かる。
断道断腸（だんどうだんちょう）
呪力で作った大剣を叩き付ける。
鉄塊羅岩（てっかいらがん）
肉体強化用陰陽術。最硬硬度を誇る防御術。
白朧虎咬（はくろうここう）
片腕に白い巨爪を装備する。白蓮虎砲の模倣技で威力は白蓮虎砲の5分の1。清弦が使用。
爆塵符 爆火富嶽（ばくじんふ ばっかふがく）
殴った瞬間爆発を起こす。
一切合切爆天幟（いっさいがっさいばくてんのぼり）
「爆火富嶽」を使用した連続殴打攻撃。
盛者必砕獄炎之錦（じょうしゃひっさいごくえんのにしき）
炎を拳に集中して対象を殴り飛ばす。
爆鳳符（ばくほうふ）
呪力を籠めると爆発する符。
百禍追葬（ひゃっかついそう）
大結界を修復する修復術。
霹靂天掃（へきれきてんそう）
結界術。雷撃を反射することが可能。
怜悧蒼符 彗星砕針（れいりそうふ すいせいさいしん）
ランス状の槍を召喚する。
烈風魔嘴（れっぷうまし）
鳥型の式神を使った遠距離攻撃。
裂空魔弾（れっくうまだん）
岩や礫に呪装を掛け散弾や砲弾の如く飛ばす。
裂光覇弾（れっこうはだん）
岩や礫にケガレを宿し砲撃の如く飛ばす。裂空魔弾の上位互換。現在は小さな石でも使用可能。
蓮華王・千手千眼観世音菩薩姥陀羅尼　一切衆生極楽往生（れんげおう・せんじゅせんがんかんぜおんぼさつもだらに　いっさいしゅじょうごくらくおうじょう）
千手観音を具現化し、無数の誘導呪力弾を放つ。
禍野門開錠（まがのとかいじょう）
禍野に通ずる門を開ける。
魔山鳴動嚴（まざんめいどうごん）
軍記の固有技。勾陳の模倣技。
魔炎浄魂（まえんじょうこん）
業火で対象を焼き尽くす。
武刕口フグ代 ボン キュッ ボン体系（むしゅうぐちフグよ ボン キュッ ぼんシステム）
フグ代の固有技。蓄えた脂肪を呪力に変えて拳に宿す。この技を使うと体型が大きく変化する。

#### 十二天将専用陰陽術
覇刃顕符 貴爀人機（はじんげんぷ きかくじんき）
貴人の呪装。巨剣を自在に操る。
幻蛇顕符　騰幻蛇堕（げんじゃげんぷ とうげんだだ）
騰蛇の呪装。結界すら溶かすほどの猛毒ガスを展開。
獣爪顕符 白蓮虎砲（じゅうそうげんぷ びゃくれんこほう）
白虎の呪装。清弦ならば右腕、繭良なら両腕に巨爪を装備し敵を切り裂く。
虎斬 軻遇突智（こざん かぐつち）
白虎の固有技。斬撃を放つ。
虚空 倶利伽羅（こくう くりから）
白虎の固有技。一撃必殺の奥義。清弦の得意技。
虎闢 須佐之男（こびゃく すさのお）
白虎の固有技であり、繭良が使用。「虚空 倶利伽羅」の派生技。
龍鱗顕符 青閃龍冴（りゅうりんげんぷ せいせんりゅうご）
青龍の呪装。伸縮自在のガントレット型呪装。伸縮距離は200〜300ｍ。
霜天龍驤之自在（そうてんりゅうじょうのじざい）
青龍の固有技。青閃龍冴を展開し、チェーンソーの如く相手を削り殺す。
蒼穹龍眉之諧謔（そうきゅうりゅうびのかいぎゃく）
青龍の固有技。青閃龍冴を展開した高速連続突き。
天景龍枹之旋舞（てんけいりゅうほうのせんぶ）
青龍の固有技。青閃龍冴を展開した回転攻撃。直撃すれば身体は真っ二つになる。
絢爛龍王之凍牙（けんらんりゅうおうのとうが）
青龍の固有技。青閃龍冴を渦のように展開させ対象にぶつける。
龍嚥之法（りゅうえんのほう）
青龍の固有技。ケガレ喰いとも呼ばれる秘術。呪装を省略して青龍の力を行使し、対象を喰らう。
天翔顕符 朱染雀羽（てんしょうげんぷ しゅぜんざっぱ）
朱雀の呪装。戦闘では数ある陰陽術の中で唯一、飛行を実現する呪装。大剣形態と飛行形態がある。
降天迦桜羅（ごうてんかるら）
朱染雀羽により、飛行を実現する。
赤鶙無限屏風（せきていむげんびょうぶ）
朱雀の固有技。「朱染雀羽」の36枚の羽刃を展開し自由自在に斬り付ける。
鬼哭雷鷹之扇（きこくらいようのおうぎ）
朱雀の固有技。「赤鶙無限屏風」の派生技で羽刃の数を制限する代わりに威力と精密動作性を向上させている。
赤爪鳳凰神駆（せきそうほうおうしんく）
朱雀の固有技。「朱染雀羽」を篭手に変形させ飛行と攻撃を同時に動作可能にした。
金翅鳥煉極烈羽（こんじちょうれんごくれっぱ）
朱雀の固有技。両腕に呪力を集めた状態で空から標的へ一直線に降下矢のように相手を貫く朱雀の奥義。
聖后顕符 天聖后爐（せいごうげんぷ てんせいこうろ）
天后の呪装。大気中の水分に術をかけ、拳銃やマシンガンはおろかミサイルランチャーのような重火器さえも具現化する。
散華 無限弾狂騒曲（さんげ エンドレスラプソディ）
天后の固有技。大量の銃器を全方位展開し乱射。
無明 真聖円舞曲（むみょう セイクリッドワルツ）
天后の固有技。ミサイルランチャーを乱射。
廻向 破壊夜想曲（えこう デストラクションノクターン）
天后の固有技。ミサイルを発射。
久遠 無影交響曲（くおん インヴィジブルシンフォニー）
天后の固有技。レーザービームを発射。
闘神顕符 天元空我（とうしんげんぷ てんけんくうが）
天空の呪装。巨大ロボット型呪装「天元空我」にコーデリア自身が乗り込んで使用。
雷神 堕悪霧澐（ライジン ダークムーン）
天空の固有技。大量の雷撃をぶつける。
武霊神 空裟琉斗刃蘇太（ぶれいじん　あさるとばすたー）
天空の固有技。強烈な突きを放つ。
雷屠刃求舞麗弩（ライトニングブレイド）
腕に呪力で形成しや剣を出現させ、敵を切り裂く。
断罪顕符 六華合獄（だんざいげんぷ りっかごうごく）
六合の呪装。歴代呪護者の呪力を借りて戦闘可能。
蹉跎鉄拳制裁流㊙超殺奥義・爆逆桜打地獄極楽百万憶烈拳（さだてっけんせいさいりゅうまるひちょうさつおうぎ・ばくぎゃくおうだじごくごくらくひゃくまんおくれつけん）
六合の固有技。殴撃による連続攻撃。
蹉跎鉄拳制裁流マルカツ滅殺奥義・万華繚乱血深泥三昧脚（さだてっけんせいさいりゅうまるかつめっさつおうぎ・ばんかりょうらんちみどろざんまいきゃく）
六合の固有技。蹴撃による連続攻撃。
星震顕符 勾殿陳坐（せいしんげんぷ こうでんちんざ）
勾陳の呪装。大地を操るハンマー型呪装。
勾殿陳坐 ｔｙｐｅ牛騎（こうでんちんざ タイプぎゅうき）
勾陳の固有技。牛頭型に変化したハンマーを振り下ろし鋭い突起を大地から隆起させる。
降閻魔尊無間回廊（ごうえんまそんむげんかいろう）
勾陳の固有技。七体の大威徳明王（降閻魔尊）像を召喚し相手を圧倒する勾陳の奥義。
鋼殻顕符 玄帝武鬮（こうかくげんぷ げんていぶきゅう）
玄武の呪装。絶対防御の呪盾を展開する。
陣の亀盾 絶禍（じんのきじゅん ぜっか）
玄武の固有技。玄帝武鬮を展開し敵の攻撃に対して自動防御する。
陣の亀鏡 殲魄（じんのきっきょう せんぱく）
玄武の固有技。ウォーターカッターによる攻撃。
陣の亀縄 羅閃巣（じんのきじょう らせんそう）
玄武の固有技。マッハ3の速度で高速回転する水糸を展開。触れた瞬間解体される。
陣の亀墻 縛錠摩天光牢（じんのきしょう　ばくじょうまてんこうろう）
玄武の固有技。亀甲紋の障壁を広範囲に展開し巨大ケガレの大群をも閉じ込める。
陣の亀鏡 殲魄 改（じんのきっきょう せんぱく　あらため）
纏神呪状態で用いた『陣の亀鏡 殲魄』。ウォーターカッターでは無く他の天将の奥義を反射する。
陣の亀彈 殲魄無形之鑑（じんのきだん せんぱくむぎょうのかがみ）
反射した他の天将の奥義を増幅して攻撃する。
百識顕符 太訓裳蠱（ひゃくしきげんぷ たいくんじょうこ）
太裳の呪装。仲間の陰陽師に呪装をかけ、支援強化を行う。
魔軍顕符 大戯陰葬（まぐんげんぷ だいぎおんそう）
大陰の呪装。人形に呪をかけ戦う。人形を自在に操り巨大化させることなども可能。
膳所式神歌十八番 曇天死桜大内鑑（ぜぜしきしんかじゅうはちばん どんてんしざくらおおうちかがみ）
大陰の固有技。楽器で式神を操作して連続攻撃をさせる。雲雀と九十九が使用した場合、重装騎士を巨人化させて力で圧倒する。
膳所式神歌十八番　雷神不動鎮魂の松（ぜぜしきしんかじゅうはちばん　なるかみふどうちんごんのまつ）
大陰の固有技。人形の一体を砲弾として打ち出す。雲雀と九十九が使用した場合、得物から渾身の一撃を放つ。
膳所式神歌十八番　悲恋城千本桜（ぜぜしきしんかじゅうはちばん　ひれんじょうせんぼんざくら）
大陰の固有技。大量の重装騎士を召喚し対象を殲滅する。

#### 双星専用陰陽術
玉兎天衝弾（ぎょくとてんしょうだん）
紅緒の固有技。「白凛闘牙」を使った連続蹴撃。
流星拳（メテオスマッシュ）
ろくろの固有技「星方舞装」を使った拳撃。焔魔堂ろくろの固有技。
流星炎滅魔焼拳（メテオスマッシュ・インセンディオ）
流星拳の派生技。
星命咆吼連弾（スターバーストストリーム）
流星拳の派生技。流星拳の連打。
超＜近＞距離呪打撃　流星拳・紅焔降燐燐（ちょうきんきょりしゅだげき　メテオスマッシュ・プロミネンスドロップ）
最小限の呪力放出で行う一点集中攻撃。タイミングを見誤れば敵に無防備を晒す危険性が有るリスキーな技。
金烏天衝弾（ゴルトスマッシュ）
ろくろの固有技。「星方舞装」を使って無数の弾幕を放つ。
金烏天衝弾旭日昇天（ゴルトスマッシュ ホワイトハウリング）
ろくろの固有技。「金烏天衝弾」の派生技。縦列に呪印を並べることで射程距離を伸ばすことが可能。
炎魔炎撃（えんまえんげき）
ろくろの固有技。「双天破神焔魔炎撃拳」を発動させる。
双天破神焔魔炎撃拳（ツインバスターフランベルジェ）
ろくろの固有技。式神焼きおはぎマンを創出し、呪装することで発動。10分間だけ天馬にも匹敵する戦闘力を得られる。
星方獄炎焦殺（スターダムド）
「双天破神焔魔炎撃」の状態で拳肘の部分からロケット噴射のようにおこない強力な拳撃を叩きつける。
金烏天衝炎滅魔焦弾（ゴルトスマッシュ・インセンディオ）
「双天破神焔魔炎撃」の状態で繰り出す「金烏天衝弾」。
共振（レゾナンス）
双星にのみ許された秘術。二人が協力して技を発動する事で通常よりも最大10倍の威力で発揮する事が可能。
紅蓮流星拳（クリムゾン メテオスマッシュ）
共振状態による流星拳。
紅蓮流星拳 破星焔（クリムゾンメテオスマッシュ オーバーフレイム）
共振状態による強化型紅蓮流星拳。
裂空魔双弾（スカイ ストライザー）
共振状態による裂空魔弾。
一切浄穢金烏天衝弾（ヴァニッシング ゴルトスマッシュ）
共振状態による金烏天衝弾。
双覇暁哭剣（ワールド エンド オーバーレイ）
大剣を対象に向かって振り下ろす。
双赫螺旋雹星群（リユニオンスパイラルヘイル）
アニメでは大剣を使って行う大車輪攻撃。原作では星方舞装と白凛闘牙の両方を同時に共振で強化して放つツープラトン攻撃。
激削渦舌鉾（グローリーインパルス）
超特大の光線攻撃。アニメオリジナル。
鎧包 白凛闘牙 玉兎暁哭山（がいほう びゃくりんとうき ぎょくとぎょうこくざん）
白凛闘牙による展開から光線を放つ。

##### 体術
十六夜彼岸の舞（いざよいひがんのまい）
高速移動による連撃。化野家に代々伝わる技。
重奏・十六夜彼岸の舞（じゅうそう・いざよいひがんのまい）
2名以上による十六夜彼岸の舞。
朧蓮華の舞（おぼろれんげのまい）
超高速移動による突撃攻撃。酷使すると自分にダメージが来る。
無刀朧蓮華 反閇飛燕の型（むとう おぼろれんげ へいばいひえんのかた）
紅緒の固有技。「白凛闘牙」を使った「朧蓮華の舞」の派生技。強烈な蹴撃による連撃。
白道鬼百合の舞（はくどうおにゆりのまい）
空中を高速移動して連撃。
無刀白道鬼百合 反閇狼牙の型（むとう はくどうおにゆり へいばいろうがのかた）
紅緒の固有技。「白凛闘牙」を使った「白道鬼百合の舞」の派生技。空中を高速移動しての連続蹴撃。
　

#### 婆娑羅専用陰陽術
黒極呪儡（こくぎょくじゅらい）
無悪専用纏死穢。巨大な黒い口の式神のようなものを使役。空間を操る能力があり、距離や物理的障害を無視して攻撃でき、相手の攻撃を亜空間に飛ばすことで防御も可能という攻防一体の呪装。
大宝楼閣雲集鬼神甘露門（たいほうろうかくうんしゅうきじんかんろもん）
様々な物体に入り口と出口をマーキングすることでその物体を長距離空間転移可能。
魔繰禍眼（まぐるまがつめ）
自凝専用纏死穢。右目で見た相手の精神を支配する。万単位の下位ケガレを支配して意のままに動く軍団とした。
鬼牙崩天（ぎがほうてん）
自凝の呪装。大太刀型の呪装。
銃砲狠魔（がんほうがんま）
加布羅専用纏死穢。左腕に手甲を纏う。ろくろと酷似した攻撃を行う。
斬礁無形（ざんしょうむぎょう）
聖丸専用纏死穢。肩まである鋭利な鉤爪付きの手甲を纏う。フルパワーになれば高層ビルを賽の目切りに出来るほどの威力がある。
魔螺刀罹（まらとうり）
銀鏡専用纏死穢。下半身をタコ足に変化させる。伸縮自在で硬質化も可能。
恨碧濁姫（こんぺきだっき）
赫夜専用纏死穢。己の肉体を水へと変える。
磁骸亡羅（じがいぼうら）
臥蛇専用纏死穢。
外導冥褄（げどうめいる）
四皇子専用纏死穢。
紫電孤虐（しでんこぎゃく）
氷鉋専用纏死穢。全身に雷を身に纏い圧倒的スピードで攻撃する。
沙邏死眼（しゃらしげん）
杠専用纏死穢。
断神闇脚（だんしんあんぎゃ）
神威専用纒死穢。足全体を足甲で纏う。超振動によって防御無効の蹴撃を放つ。
影寂萌疵（えいじゃくほうぜ）
愛宕専用纒死穢。影を媒介に影子と呼ばれる使い魔を召喚し対象を襲わせる。一つの影から複数の影子を召喚したりメリットはあるが、対象より大きな影子は作れないなどのデメリットも存在する。
蛇面交噛（じゃめんこうごう）
鴻巣専用纒死穢。愛刀の蛇腹剣の如く伸縮自在に操り、切れ味も増大する。
爆鑼爆那（ばくらばくな）
山門専用纒死穢。自由自在に様々な爆弾を作成し、任意で爆発させる。

## 書誌情報

### 漫画
- 助野嘉昭 『双星の陰陽師』 集英社〈ジャンプ・コミックス〉、全35巻
  1. 2014年2月9日発行（2月4日発売[集 1]）、ISBN 978-4-08-880015-8
  2. 2014年6月9日発行（6月4日発売[集 2]）、ISBN 978-4-08-880117-9
  3. 2014年10月8日発行（10月3日発売[集 3]）、ISBN 978-4-08-880203-9
  4. 2015年1月10日発行（1月5日発売[集 4]）、ISBN 978-4-08-880294-7
  5. 2015年5月6日発行（5月1日発売[集 5]）、ISBN 978-4-08-880370-8
  6. 2015年9月9日発行（9月4日発売[集 6]）、ISBN 978-4-08-880473-6
  7. 2016年1月9日発行（1月4日発売[集 7]）、ISBN 978-4-08-880591-7
  8. 2016年4月9日発行（4月4日発売[集 8]）、ISBN 978-4-08-880657-0
  9. 2016年8月9日発行（8月4日発売[集 9]）、ISBN 978-4-08-880757-7
  10. 2016年12月7日発行（12月2日発売[集 10]）、ISBN 978-4-08-880829-1
  11. 2017年3月8日発行（3月3日発売[集 11]）、ISBN 978-4-08-881030-0
  12. 2017年7月9日発行（7月4日発売[集 12]）、ISBN 978-4-08-881124-6
  13. 2017年11月7日発行（11月2日発売[集 13]）、ISBN 978-4-08-881167-3
  14. 2018年3月7日発行（3月2日発売[集 14]）、ISBN 978-4-08-881364-6
  15. 2018年6月9日発行（6月4日発売[集 15]）、ISBN 978-4-08-881498-8
  16. 2018年9月9日発行（9月4日発売[集 16]）、ISBN 978-4-08-881573-2
  17. 2018年12月9日発行（12月4日発売[集 17]）、ISBN 978-4-08-881673-9
  18. 2019年3月9日発行（3月4日発売[集 18]）、ISBN 978-4-08-881767-5
  19. 2019年7月9日発行（7月4日発売[集 19]）、ISBN 978-4-08-881890-0
  20. 2019年12月9日発行（12月4日発売[集 20]）、ISBN 978-4-08-882114-6
  21. 2020年3月9日発行（3月4日発売[集 21]）、ISBN 978-4-08-882232-7
  22. 2020年7月8日発行（7月3日発売[集 22]）、ISBN 978-4-08-882320-1
  23. 2020年11月9日発行（11月4日発売[集 23]）、ISBN 978-4-08-882439-0
  24. 2021年3月9日発行（3月4日発売[集 24]）、ISBN 978-4-08-882587-8
  25. 2021年7月7日発行（7月2日発売[集 25]）、ISBN 978-4-08-882722-3
  26. 2021年11月9日発行（11月4日発売[集 26]）、ISBN 978-4-08-882829-9
  27. 2022年2月9日発行（2月4日発売[集 27]）、ISBN 978-4-08-883024-7
  28. 2022年6月8日発行（6月3日発売[集 28]）、ISBN 978-4-08-883130-5
  29. 2022年9月7日発行（9月2日発売[集 29]）、ISBN 978-4-08-883235-7
  30. 2023年1月9日発行（1月4日発売[集 30]）、ISBN 978-4-08-883343-9
  31. 2023年5月7日発行（5月2日発売[集 31]）、ISBN 978-4-08-883495-5
  32. 2023年9月9日発行（9月4日発売[集 32]）、ISBN 978-4-08-883638-6
  33. 2024年2月7日発行（2月2日発売[集 33]）、ISBN 978-4-08-883777-2
  34. 2024年7月9日発行（7月4日発売[集 34]）、ISBN 978-4-08-884045-1
  35. 2024年11月6日発行（11月1日発売[集 35]）、ISBN 978-4-08-884219-6
- 助野嘉昭（原案・監修）、koppy（漫画） 『双星の陰陽師 SD如律令!!』 集英社〈ジャンプ・コミックス〉、2017年3月3日発売[集 36]、ISBN 978-4-08-881032-4
- 助野嘉昭『双星の陰陽師 天縁若虎〜二色滑稽画〜』集英社〈ジャンプ・コミックス〉、 2018年12月9日発行（12月4日発売[集 37]）、ISBN 978-4-08-881676-0

### 小説
- 助野嘉昭（原作）、田中創（小説）、集英社〈ジャンプ ジェイ ブックス〉
  - 『双星の陰陽師 ―天縁若虎―』 2016年8月4日発売[集 38]、ISBN 978-4-08-703402-8
    - 本編開始の約20年前の清弦と縁の出会いを描いた物語。

  - 『双星の陰陽師 ―士牙繭闢―』 2017年3月3日発売[集 39]、ISBN 978-4-08-703415-8
    - 土御門島に渡った繭良と士門の交流を描いた物語。

  - 『双星の陰陽師 ―三天破邪―』 2018年12月4日発売[集 40]、ISBN 978-4-08-703467-7
    - 清弦が悠斗討祓のために鳴神町を訪れる少し前に起きた、伝説の婆娑羅『自凝（おのごろ）』vs清弦・天馬・士門を描いた物語。

## テレビアニメ
2016年4月6日より2017年3月29日まで、テレビ東京系の水曜18時25分 - 18時55分にて放送された。アニメーション制作はstudioぴえろ。

### スタッフ
- 原作 - 助野嘉昭
- 監督 - 田口智久
- 副監督 - 五十嵐達也
- シリーズ構成 - 荒川稔久
- キャラクターデザイン - 貞方希久子
- プロップ/ケガレデザイン - 伊藤秀次
- アクションディレクター - 山本翔
- 美術設定 - 藤井祐太
- 美術監督 - 東潤一、前田有紀
- 色彩設計 - 合田沙織
- 撮影監督 - 今泉秀樹
- 編集 - 三嶋章紀
- 音響監督 - 髙桑一
- 音楽 - 遠藤幹雄
- 音楽制作 - エイベックス・ピクチャーズ、テレビ東京ミュージック
- プロデューサー - 土方真、礒谷麻衣子、岩瀬智彦、谷尚人、実松照晃
- アニメーションプロデューサー - 小松尚実
- アニメーション制作 - studioぴえろ
- 製作 - テレビ東京、NAS、ぴえろ

### 主題歌

#### オープニングテーマ
「Valkyrie-戦乙女-」
第1クールで使用。作詞・作曲は亜沙、編曲は倉内達矢、歌は和楽器バンド。
第1話、第50話ではエンディングテーマとして使用。
オープニングアニメーション (OP) の絵コンテ・演出・作画監督を担当した梅津泰臣によれば、OPのコンセプトは「王道・少年少女バトル熱血元気アニメ」であり、プロデューサーの岩瀬からも「動くOPにして欲しい」と要望されたため、作画枚数は過去にOPを担当してきた作品で一番多くなったという。
「Re:Call」
第2クールで使用。作詞・作曲・編曲は馬渕直純、歌はi☆Ris。
「sync」
第3クールで使用。作詞はback-on、作曲・編曲はmichael james、歌はlol。
「カナデアイ」
第4クールで使用。作詞・作曲は伊東歌詞太郎、編曲は宮田“レフティ”リョウ、歌はイトヲカシ。

#### エンディングテーマ
「アイズ」
第1クールで使用。作詞・歌は加治ひとみ、作曲 - 山口寛雄、編曲は久保田真伍、栗原。
「宿り星」
第2クールで使用。作詞・作曲・編曲・歌はイトヲカシ。
「Hide & Seek」
第3クールで使用。作詞はSAKIKA、作曲・歌はGIRLFRIEND。
「15」
第30話でのみ使用。作詞はSAKIKA、作曲・歌はGIRLFRIEND。
「蛍火」
第4クールで使用。作詞・作曲は町屋、歌は和楽器バンド。
第50話では挿入歌として使用。

#### 挿入歌
「激おこ☆Guilty」
第22話で使用。作詞・作曲は亜沙、歌は珠洲（若井友希）。
「Re:Call」
第43話で使用。作詞・作曲・編曲は馬渕直純、歌はi☆Ris。
「それはキ・ズ・ナ」
第48話で使用。作詞は荒川稔久、作曲・編曲は石塚玲依、歌は珠洲（若井友希）。

### 各話リスト
| 第1話      | 運命の二人 BOY MEETS GIRL                           | 荒川稔久   | 田口智久 五十嵐達也                  | 熨斗谷充孝 五十嵐達也 田口智久        | 竹田逸子、松下郁子、刃間田雅俊 林あすか、相馬満、砂川貴哉                              | 貞方希久子                     | 2016年4月6日 |
| 第2話      | 双星交差 A FATEFUL FIGHT                            | 荒川稔久   | あきとし 神谷純                      | 浅見松雄                              | 冨田美文、下島誠、南伸一郎 森田実、山本翔                                              | 竹田逸子                       | 4月13日      |
| 第3話      | すれ違い A HERO'S WORTH                             | 大知慶一郎 | 影山楙倫 ユキヒロマツシタ            | 畠山茂樹                              | 岡辰也、臼田美夫                                                                       | 貞方希久子                     | 4月20日      |
| 第4話      | 禍野の音 BOTHERSOME TWOSOME                         | 村山桂     | 神谷純 田口智久                      | migmi                                 | 古賀誠、藤田まり子、青木昭仁 西村彩、清水勝祐、田中宏紀                                | 竹田逸子                       | 4月26日      |
| 第5話      | 十二天将 朱雀 THE GUARDIAN SHIMON                   | 成田良美   | 今西隆志                             | 今西隆志                              | 吉田徹、西村真理子、谷口繁則                                                           | 貞方希久子 窪詔之              | 5月4日       |
| 第6話      | 紅緒と繭良 GIRLS' PARTY                             | 山田靖智   | ユキヒロマツシタ 三宅和男            | 西村博昭                              | 下島誠、斎藤和也、大塚八愛 刃間田雅俊、富田美文                                        | 竹田逸子                       | 5月11日      |
| 第7話      | 新たなる試練 UNBELIEVABLE GAME                      | 荒川稔久   | 神谷純 影山楙倫                      | 浅見松雄                              | 徳倉栄一、森田実、白石悟 南伸一郎、小橋陽介 佐野陽子、木下由美子                       | 貞方希久子 下島誠 砂川貴哉     | 5月18日      |
| 第8話      | ろくろの気持ち SHOCKING CONFESSION                  | 大知慶一郎 | 小高義規 ユキヒロマツシタ            | 鳥井聖美                              | 上竹哲郎                                                                               | 竹田逸子                       | 5月25日      |
| 第9話      | 交錯する悲劇 TRAGEDY COMES WITHSMILE                | 村山桂     | 増田俊彦                             | 熨斗谷充孝                            | 窪詔之、牛屋琴乃、関本美穂 田村里美、山本翔 JIWOO ANIMATION PRODUCTION                 | 貞方希久子 富田美文            | 6月1日       |
| 第10話     | すばるの修行 THE BEWITCHING GUARDIAN                | 成田良美   | 神谷純 三宅和男                      | 関大                                  | 飯飼一幸、Zang One、An TaeKun 松竹徳幸（アクション）                                   | 竹田逸子                       | 6月8日       |
| 第11話     | 新婚さんおきばりやす FANTASTIC MOMENTS              | 山田靖智   | ユキヒロマツシタ                     | 鈴木拓磨                              | 谷口繁則、吉田徹、たかおかきいち 金正男、柴田海、三井麻美                              | 貞方希久子 牛屋琴乃 田村里美   | 6月15日      |
| 第12話     | 勘弁しろし BASARA BOY KAMUI                         | 村山桂     | 影山楙倫                             | 清水明                                | 中野祐貴                                                                               | 竹田逸子                       | 6月22日      |
| 第13話     | 君の勇気 私の勇気 ZERO MILLIMETERS APART            | 成田良美   | 神谷純 三宅和男                      | 西村博昭                              | 大竹紀子、斎藤和也、砂川貴哉 長谷川享雄、下島誠                                        | 貞方希久子 竹田逸子            | 7月6日       |
| 第14話     | 浴衣と星と願い事 TANABATA SPECIAL                   | 大知慶一郎 | 田口智久                             | 笹原嘉文                              | 富田美文、田村里美、関本美穂                                                           | 竹田逸子                       | 7月13日      |
| 第15話     | ひとりぼっちにさようなら THE AWAKENING OF LOVE      | 村山桂     | ユキヒロマツシタ                     | 玉田博                                | 武内啓、小田多恵子、重松晋一 徳田夢之介、森田実、鈴木恵                                | 貞方希久子 下島誠              | 7月20日      |
| 第16話     | 陰陽師として SALVATION THEN WAILING                 | 玉井☆豪    | 影山楙倫 三宅和男                    | 浅見松雄 五十嵐達也                   | 九鬼朱、小橋陽介、佐野陽子 白石悟、徳倉栄一、中山初絵 南伸一郎、森悦史、山本翔         | 竹田逸子 富田美文              | 7月27日      |
| 第17話     | 師がくれた赤い証 THE TALISMAN FROM MASTER           | 山田靖智   | ユキヒロマツシタ                     | 熨斗谷充孝                            | 下島誠、斎藤和也、松下郁子 JIWOO ANIMATION PRODUCTION                                  | 貞方希久子 崎本さゆり          | 8月3日       |
| 第18話     | 決戦前夜 TRIUMPH OVER FEAR                          | 成田良美   | 影山楙倫 木村隆一                    | 玉田博                                | 武内啓、徳田夢之介、重松晋一 小田多恵子、鈴木恵                                        | 竹田逸子 松下郁子              | 8月10日      |
| 第19話     | 罪もけがれも THE 10 SECONDS DECISION                | 大知慶一郎 | 神谷純 増田俊彦                      | 墨石荒吽                              | 石田啓一、飯飼一幸、服部益実                                                           | 貞方希久子 崎本さゆり          | 8月17日      |
| 第20話     | ふたりの道 TO THE FUTURE WITH US TWO                | 荒川稔久   | ユキヒロマツシタ 五十嵐達也 影山楙倫 | 西村博昭                              | 大竹紀子、南伸一郎、飯飼一幸 山本翔、Yu BongHyun JIWOO ANIMATION PRODUCTION            | 竹田逸子 貞方希久子 崎本さゆり | 8月24日      |
| 列島覇乱篇 |                                                     |            |                                      |                                       |                                                                                        |                                |              |
| 第21話     | 双星新生 SWEETIE FAIRY                              | 荒川稔久   | 田口智久 笹原嘉文 政木伸一           | 笹原嘉文                              | 下島誠、斎藤和也、富田美文 関本美穂、刃間田雅俊、小田真弓                              | 貞方希久子 崎本さゆり          | 8月31日      |
| 第22話     | ケガれてんじゃ〜ん PHILOSOPHICAL FILTHY SERAPHIM    | 村山桂     | 神谷純 ユキヒロマツシタ              | 清水明                                | 飯飼一幸、服部益実                                                                     | 竹田逸子 富田美文              | 9月7日       |
| 第23話     | 双星 西へ HARD TO BE MOTHER                         | 大知慶一郎 | 影山楙倫 今千秋                      | 浅見松雄                              | 徳倉栄一、森田実、白石悟 南伸一郎、飯飼一幸、森悦史                                    | 貞方希久子 崎本さゆり          | 9月14日      |
| 第24話     | ケガレの見た夢 WHAT IS BEAUTIFULL?                  | 山田靖智   | ユキヒロマツシタ 増田俊彦            | 鈴木拓磨                              | Yu BongHyun、谷口繁則 たかおかきいち、金正男、鮫島寿志                                 | 牛屋琴乃                       | 9月21日      |
| 第25話     | 天・元・空・我 COME BACK! SOUTHPAW                  | 玉井☆豪    | 神谷純 今千秋                        | 熨斗谷充孝                            | 斎藤和也、関本美穂、富田美文 刃間田雅俊、徳田夢之介、下島誠                            | 貞方希久子 崎本さゆり          | 9月28日      |
| 第26話     | 双星 VS 双生 BASARA TWINS' STRINGS                  | 成田良美   | 影山楙倫 三宅和男                    | 荻原露光                              | 高橋直樹、鈴木信一、飯飼一幸                                                           | 竹田逸子                       | 10月5日      |
| 第27話     | ひみつの繭良ちゃん MAYURA'S SECRET LESSON           | 大知慶一郎 | ユキヒロマツシタ 増田俊彦            | 清水明                                | 横松雄馬、飯飼一幸、服部益実                                                           | 貞方希久子 崎本さゆり          | 10月12日     |
| 第28話     | 鸕宮天馬 TRANSCENDENCE                              | 村山桂     | 三宅和男 田口智久 五十嵐達也         | 浅見松雄 田口智久 五十嵐達也          | 佐野陽子、白石悟、徳倉栄一 中山初絵、福島豊明、南伸一郎 飯飼一幸、森悦人、林隆祥       | 高橋恒星                       | 10月19日     |
| 第29話     | さえとの約束 MISSING EXORCIST MASTER                | 成田良美   | 小高義規 ユキヒロマツシタ            | 西村博昭                              | 大竹紀子、斎藤和也、山本翔 関本美徳、林あすか JIWOO ANIMATION PRODUCTION               | 貞方希久子 崎本さゆり          | 10月26日     |
| 第30話     | いつまでも笑顔で LOVELY SMILE FOREVER               | 荒川稔久   | 増田俊彦 ユキヒロマツシタ 田口智久   | いとがしんたろー 五十嵐達也           | 下島誠、富田美文、高橋恒星 牛屋琴乃、刃間田雅俊、和田伸一 糸島雅彦、服部憲次           | 竹田逸子                       | 11月2日      |
| 第31話     | そばにいるから WAI WA KINAKO YA!                    | 山田靖智   | 神谷純 影山楙倫                      | 高橋順                                | 重松晋一、白石悟、宇都木勇 坪田慎太郎、藤原利恵                                        | 貞方希久子 崎本さゆり          | 11月9日      |
| 天地鳴動篇 |                                                     |            |                                      |                                       |                                                                                        |                                |              |
| 第32話     | 混沌の中に SEEKING THE PAST, SEEKING THE FUTURE     | 村山桂     | 三宅和男 政木伸一                    | 種村綾隆                              | 高橋恒星、徳倉栄一、平良哲朗                                                           | 高橋恒星                       | 11月16日     |
| 第33話     | 師の恩返し I WANT YOU TO EAT ME                     | 大知慶一郎 | ユキヒロマツシタ                     | 清水明                                | 山本径子、飯飼一幸、J-cube                                                             | 貞方希久子 崎本さゆり          | 11月23日     |
| 第34話     | 名コンビじゃねぇ！ WACHI vs WASHI & WATASHI         | 玉井☆豪    | 影山楙倫 神谷純                      | 五十嵐達也 神原雄二 荻原露光 堀内直樹 | 高橋直樹、鈴木信一、飯飼一幸                                                           | 竹田逸子                       | 11月30日     |
| 第35話     | 復讐の傀儡師 I AM NOT ALONE                         | 成田良美   | ユキヒロマツシタ 三宅和男            | 村山靖                                | 川口弘明、飯飼一幸、横松悠馬 鈴木伸一、桝井一平                                        | 貞方希久子 崎本さゆり          | 12月7日      |
| 第36話     | 守るべきもの WHAT IS REALLY IMPORTANT?              | 成田良美   | 増田俊彦 影山楙倫                    | 西村博昭 五十嵐達也                   | 斎藤和也、竹田逸子、下島誠 山本翔、たかおかきいち、関本美穂 JIWOO ANIMATION PRODUCTION | 高橋恒星                       | 12月14日     |
| 第37話     | 恋の町 舞い上がる TELL ME HONEST FEELINGS           | 山田靖智   | ユキヒロマツシタ                     | まつきけいいち                        | 飯飼一幸、白石悟、藤原利恵                                                             | 貞方希久子 崎本さゆり          | 12月21日     |
| 第38話     | 鳴神町最凶の日 NO WAY TO RUN, NO PLACE TO HIDE      | 村山桂     | 神谷純 三宅和男                      | 清水明                                | 鈴木伸一、J-cube                                                                       | 竹田逸子                       | 2017年1月4日 |
| 第39話     | 慈愛の霊獣 DAUGHTER'S FIGHT! FATHER'S DELIGHT       | 大知慶一郎 | 増田俊彦 影山楙倫                    | 藤本義孝                              | 池原百合子、木下由美子、興石暁 白石悟、南伸一郎、森悦史                                | 貞方希久子 崎本さゆり          | 1月11日      |
| 第40話     | 双星ときめく FINALY THEY KISSED?                    | 荒川稔久   | 田口智久 神谷純                      | 熨斗谷充孝                            | 下島誠、富田美文、たかおかきいち 斎藤和也                                              | 竹田逸子                       | 1月18日      |
| 破星篇     |                                                     |            |                                      |                                       |                                                                                        |                                |              |
| 第41話     | 十二天将、堕つ！ HAVE A NICE NIGHTMARE, 12GUARDIANS | 玉井☆豪    | ユキヒロマツシタ                     | 種村綾隆                              | 徳倉栄一、高橋恒星、平良哲朗                                                           | 貞方希久子 松下郁子            | 1月25日      |
| 第42話     | 故郷は禍野 SAY IT AIN'TSO, ROKURO!                  | 成田良美   | 影山楙倫                             | 左藤洋二                              | 徳田夢之介、佐藤元、服部憲治                                                           | 下島誠 高橋恒星                | 2月1日       |
| 第43話     | 千年の夢 MELANCHOLIC MISANTHROPE                    | 村山桂     | 増田俊彦                             | 清水明                                | 鈴木伸一、J-cube                                                                       | 貞方希久子 松下郁子            | 2月8日       |
| 第44話     | 愛すれど遠く FAREWELL, MY PRECIOUS                  | 山田靖智   | 神谷純 三宅和男                      | まつきけいいち                        | 飯飼一幸、白石悟、藤原利恵                                                             | 竹田逸子                       | 2月15日      |
| 第45話     | ひとりきりの二人 LONELY TWIN EXORCIST               | 成田良美   | ユキヒロマツシタ                     | 藤本義孝                              | 木下由美子、飯飼一幸、白石悟 南伸一郎、森悦史                                          | 貞方希久子 松下郁子            | 2月22日      |
| 第46話     | 悠斗 DESTINY                                        | 大知慶一郎 | 影山楙倫                             | いとがしんたろー                      | 下島誠、斎藤和也、田村里美 大竹紀子、たかおかきいち、山本翔 富田美文、竹田逸子         | 高橋恒星                       | 3月1日       |
| 第47話     | 紅緒 POSITIVE                                       | 荒川稔久   | 三宅和男 塚田夏央                    | 荻原露光                              | 吉田肇、飯飼一幸、服部憲知                                                             | 貞方希久子 松下郁子            | 3月8日       |
| 第48話     | 団結 SOLIDARITY                                     | 荒川稔久   | 神谷純                               | 種村綾隆                              | 徳倉栄一、高橋直樹                                                                     | 高橋恒星                       | 3月15日      |
| 第49話     | 復活 RESTORATION                                    | 荒川稔久   | 五十嵐達也                           | 五十嵐達也 清水明                     | 鈴木伸一、飯飼一幸                                                                     | 竹田逸子                       | 3月22日      |
| 第50話     | 双星 TWINS                                          | 荒川稔久   | 田口智久                             | 田口智久                              | 富田美文、下島誠、大竹紀子 立川聖治、斎藤和也、貞方希久子                              | 貞方希久子 松下郁子            | 3月29日      |

### 放送局
| 放送期間                                   | 放送時間               | 放送局         | 対象地域       | 備考                      |
| ------------------------------------------ | ---------------------- | -------------- | -------------- | ------------------------- |
| 2016年4月6日 - 2017年3月29日               | 水曜 18:25 - 18:55     | テレビ東京     | 関東広域圏     | 製作局                    |
|                                            |                        | テレビ北海道   | 北海道         |                           |
|                                            |                        | テレビ愛知     | 愛知県         |                           |
|                                            |                        | テレビ大阪     | 大阪府         |                           |
|                                            |                        | テレビせとうち | 岡山県・香川県 |                           |
|                                            |                        | TVQ九州放送    | 福岡県         |                           |
| 2016年4月9日 - 2017年4月1日                | 土曜 23:30 - 日曜 0:00 | AT-X           | 日本全域       | CS放送 / リピート放送あり |
| 2016年4月21日 - 2017年4月13日              | 木曜 17:30 - 18:00     | テレビ和歌山   | 和歌山県       |                           |
| テレビ東京系列は同時ネット、尚且つ字幕放送 |                        |                |                |                           |

| 配信開始日    | 配信時間                     | 配信サイト                                         |
| ------------- | ---------------------------- | -------------------------------------------------- |
| 2016年4月7日  | 木曜 12:00 更新              | あにてれしあたー 楽天ショウタイム ビデオマーケット |
| 2016年4月13日 | 水曜 0:00（火曜深夜） 更新   | GYAO! バンダイチャンネル Hulu                      |
|               | 水曜 0:30 - 1:00（火曜深夜） | ニコニコ生放送                                     |
|               | 水曜 1:00（火曜深夜） 更新   | ニコニコチャンネル                                 |
|               | 水曜 12:00 更新              | U-NEXT アニメ放題 dアニメストア                    |
| 2016年4月14日 | 木曜 12:00 更新              | GYAO!ストア dTV ゲオチャンネル                     |
| 2016年4月15日 | 金曜 0:00（木曜深夜） 更新   | UULA                                               |

### BD / DVD
| 巻         | 発売日         | 収録話          | 規格品番     | 規格品番     |
| 巻         | 発売日         | 収録話          | BD           | DVD          |
| ---------- | -------------- | --------------- | ------------ | ------------ |
| 1          | 2016年6月24日  | 第1話 - 第4話   | EYXA-11026   | EYBA-11013   |
| 2          | 2016年7月29日  | 第5話 - 第8話   | EYXA-11027   | EYBA-11014   |
| 3          | 2016年8月26日  | 第9話 - 第12話  | EYXA-11028   | EYBA-11015   |
| 4          | 2016年9月30日  | 第13話 - 第16話 | EYXA-11029   | EYBA-11016   |
| 5          | 2016年10月28日 | 第17話 - 第20話 | EYXA-11030   | EYBA-11017   |
| 6          | 2016年11月25日 | 第21話 - 第24話 | EYXA-11031   | EYBA-11018   |
| 7          | 2016年12月30日 | 第25話 - 第28話 | EYXA-11032   | EYBA-11019   |
| 8          | 2017年2月24日  | 第29話 - 第31話 | EYXA-11033   | EYBA-11020   |
| 天地鳴動篇 | 2017年3月31日  | 第32話 - 第40話 | EYXA-11313/4 | EYBA-11311/2 |
| 破星篇     | 2017年6月30日  | 第41話 - 第50話 | EYXA-11317/8 | EYBA-11315/6 |

### Webラジオ
『双星の陰陽師ラジオ〜ろくろ・紅緒の一つ屋根の下〜』は、2016年4月7日から2017年3月9日までHiBiKi Radio Stationにて月1回木曜日に配信された番組。3月31日に第0回が配信された。パーソナリティは焔魔堂ろくろ役の花江夏樹と化野紅緒役の潘めぐみ。
| テレビ東京系列 水曜 18:25 - 18:55                          | テレビ東京系列 水曜 18:25 - 18:55 | テレビ東京系列 水曜 18:25 - 18:55                       |
| 前番組                                                     | 番組名                            | 次番組                                                  |
| ---------------------------------------------------------- | --------------------------------- | ------------------------------------------------------- |
| 銀魂° ※18:00 - 18:30バトルスピリッツ 烈火魂 ※18:30 - 18:57 | 双星の陰陽師                      | 遊☆戯☆王VRAINS 徹底解剖！ 遊☆戯☆王LABO ↓ 遊☆戯☆王VRAINS |

## コラボレーション
叡山電鉄
京都国際マンガ・アニメフェア（京まふ）に関連して、本作のヘッドマークを装着、車内にラッピングを施したデオ720形電車が、2016年9月17日から2017年2月16日まで運行された。

## スピンオフ作品
『双星の陰陽師 SD如律令!!』
TVアニメ化記念公式スピンオフ漫画。公式Webサイト内および最強ジャンプ誌上に掲載。原案・監修は助野嘉昭、作画はkoppy。

## ゲーム
双星の陰陽師
PlayStation Vita専用ソフトとして、バンダイナムコエンターテインメントより2017年1月26日に発売。